# 澳門巴士26路線
澳門巴士26路線是由新福利經營，往返筷子基北灣和路環市區的巴士路線。

## 簡介及歷史
- 本線於1974年嘉樂庇總督大橋通車時開始營運，在新福利未成立前，由海島市小輪公司及福利營運。當時路線編號為21。[1][2]

- 至1994年，因澳門北區發展迅速，新福利決定將本線延長至筷子基，並退出聯合營運。為避免混淆，故更改編號為26。[3]

- 2002年1月1日起，配合路氹邊檢大樓延長通關時間，本線進入路氹邊檢大樓站的時間改為09:00-20:00。 [4]

- 2006年2月1日起，本線修改走線，取消途經新馬路、葡京酒店、嘉樂庇總督大橋，改經司打口、下環、媽閣、西灣大橋及海洋花園。

- 本線原於夏季延伸服務至黑沙海灘，自2006年起改為只於暑假延伸服務，至2008年起更取消延伸。

- 2007年6月20日起，為配合新區發展，改經「沙梨頭南街／蘭花前地」返回「和樂大馬路總站」，取消「提督／白朗古」、「筷子基北街」。[5]

- 2007年10月16日，配合氹仔臨時客運碼頭啟用，新增停靠「臨時客運碼頭」站。[6][7][8]

- 2008年12月7日起，交通事務局實施第一階段巴士路線調整，澳門半島區總站由「筷子基總站」改為「沙梨頭北街／筷子基北灣」站。[9]

- 2011年8月1日，因21路線停駛，本線調整班次。[10]

- 2012年6月1日，新增停靠「連貫公路／金沙城中心」、「機場圓形地／偉龍」站。[11]

- 2012年12月18日，新增停靠「湖畔公園」、「湖畔大廈」站。[12]

- 2013年3月26日，本線調整進入石排灣公屋社區。取消停靠「石排灣馬路」、「和諧圓形地」、「重型車輛駕考中心」「路環小型賽車場」站，新增停靠「石排灣總站」及「石排灣／居雅大廈」、「石排灣／樂群樓」站、「石排灣總站」。[13]

- 2014年3月15日，「氹仔花城」站更名為「雍景灣」。[14]

- 2016年1月16日起，調整本線服務時間及班距為：[15]
  - 往路環市區：服務時間為06:00-23:30，班距為14-20分鐘
  - 往筷子基北灣：服務時間為06:30-00:00，班距同上

- 2016年4月23日，取消停靠“媽閣廟前地”、“河邊新街／媽閣”站，改停靠「媽閣總站」、「河邊新街／貨倉巷」站。[16]

- 2016年5月28日，“盧伯德圓形地”站位於迴旋處彎位及站點後端靠近路口，經考量行車安全，取消停靠該站。[17]

- 2016年7月2日，取消停靠「北安前地」站。[18]

- 2016年7月18日，取消停靠「北安大馬路」站。 [19]

- 2016年8月20日，取消停靠「東亞運圓形地」、「東亞運大馬路／西灣大橋」站，改停靠「西灣大橋／海洋大馬路」、「海洋花園／玫瑰苑」站；「石排灣總站」（往路環）改名為「和諧廣場／業興大廈」，「石排灣／居雅大廈」站改名為「樂居大馬路／居雅大廈」，「石排灣／樂群樓」站改名為「樂居大馬路／樂群樓」，「石排灣總站」（往筷子基）改名為「和諧廣場／樂群樓」。[20]

- 2016年10月9日，配合氹仔運動場圓形地及周邊道路恢復，恢復停靠「澳門運動場」站。[21]

- 2017年2月20日起，於平日的07:30、08:30、16:30及17:30由筷子基北灣開出的班次將使用大巴，單向前往路環市區後會以中途插入之形式行駛26A返回筷子基北灣。[22]

- 2017年5月6日，「路環市區-2」站更名為「路環街市」。[23]

- 2017年5月20日，為配合氹仔客運碼頭即將啟用，同日起「臨時客運碼頭」站更名為「氹仔客運碼頭」，待氹仔客運碼頭及其場內的新站啓用後，本線將停靠該新站。[24]

- 2017年6月1日，進入「氹仔客運碼頭」站後，往路環方向停靠B車道，往澳門方向停靠A車道。[25]

- 2017年9月9日，本線改用中巴行駛，班距由14-20分鐘調整為16-25分鐘，並取消大巴特別班次。

- 2017年9月30日，往筷子基方向取消停靠「機場倉庫」、「澳門機場」站。[26]

- 2017年12月20日，取消停靠「路氹邊檢大樓」站，改停靠「路氹邊檢大樓-1」分流站；維持停靠「路氹邊檢大樓-2」站。

- 2018年6月9日，取消停靠「駿景酒店」站，改停靠「南新花園」站。[27]

- 2018年10月27日，新增停靠「北安大馬路／新城區」；「蓮花圓形地-1」更名為「蓮花圓形地」。

- 2019年4月6日，為配合“內港北雨水泵站箱涵渠建造工程”，暫不停靠“十六浦”站。

- 2019年7月27日起，作出以下調整：
  - “北安出入境事務廳”改名為“北安出入境事務大樓”
  - 取消停靠“土地廟前地”站，改停靠“沙梨頭／華寶工業大廈”站

- 2019年8月31日起，因“內港北雨水泵站箱涵渠建造工程”已完工，本線開始恢復原線停靠。

- 2020年1月20日起，「火船頭街」改名為「內港客運碼頭」，並往司打口方向遷移。[28]

- 2020年5月11日19:30起，新增停靠“北安病毒核酸檢測站”臨時站。

- 2020年8月18日14:30起，因路氹邊檢大樓停用，取消停靠“路氹邊檢大樓-1”、“路氹邊檢大樓-2”站，往返程新增停靠“蓮花大橋”站。

- 2021年1月4日起，本線改用大巴行駛。[29]

- 2021年1月9日起，往返程取消停靠「蓮花大橋」站，往路環方向新增停靠「蓮花路停車場」站。[30]

- 2021年8月14日，往筷子基方向新增停靠“蓮花路停車場”站。[31]

- 2021年8月3日至4日，因應政府啟動分區分級精準防控機制而實施封路措施，暫不停靠“沙欄仔”、“白鴿巢前地” 、“連勝／鏡湖醫院”、“永樂戲院”站，改停靠“沙梨頭街市”、“沙梨頭海邊街”站。[32]

- 2021年11月27日起，本線改為停靠位於火船頭街海關、萬事發酒店門外的旅遊巴上落客區及上落客貨區部份位置的“內港客運碼頭”站。[33]

- 2022年3月26日起，新增停靠於路氹連貫公路行人天橋近澳門倫敦人酒店一側的「連貫公路／倫敦人」站，原「連貫公路／倫敦人」站更名為「連貫公路／巴黎人花園」站。[34]

- 2022年6月27日至8月5日，因應沙欄仔街有新建大廈須接駁街渠及水、電、電訊及交通管線等管道，暫不停靠「沙欄仔」、「白鴿巢前地」、“連勝／鏡湖醫院”、“永樂戲院”，並改停靠“沙梨頭街市”、“沙梨頭海邊街”。[35]

- 2022年7月11日至17日，因實施「全澳相對靜止管理」措施，本線暫停營運。[36]

- 2022年7月18日至22日，因宣佈延長“相對靜止管理”措施，本線維持上述措施。[37]

- 2022年7月23日起，因“相對靜止管理”結束，本線恢復營運。[38]

- 2022年7月26日起，因提督馬路進行管道鋪設工程臨時巴士措施，「提督／高士德」站暫停使用，臨時停靠「昌明花園」站。[39]

- 2022年10月6日起，調整“河邊新街／凱泉灣”站之停靠位置。[40][41][42]

- 2022年12月3日起，新增停靠“連貫公路／威尼斯人”站。「媽閣總站」更名為「西灣湖景大馬路／媽閣碼頭」。[43][44][45][46][47][48]

- 2023年1月18日，新增停靠「聯生圓形地總站」、“路環市區”站，取消停靠“路環街市”、“聯生圓形地”站，並調整為循環線。而進入“聯生圓形地總站”後，巴士公司將安排車長可按需要作短暫停留。另外，「北安病毒核酸檢測站」臨時站更改為“北安出入境事務大樓”臨時站。[49][50]

- 2023年8月26日起，取消停靠上述臨時站。[51]

- 2023年9月起，於澳門旅遊塔舉行大型活動（如澳門國際煙花比賽匯演）期間臨時開設特班車路線，以加快疏導由旅遊塔前往氹仔市區及路氹城一帶的人流。[52]

- 2023年12月2日起，新增停靠「西灣湖景大馬路／媽閣交通樞紐」站。[53]

## 本線特色
- 本線是唯一一條可以直達白鴿巢公園、鏡湖醫院及新橋區的離島巴士路線。
- 本線是全澳行駛里程最長的路線。根據交通事務局2023年統計資料中，本線行駛里數為47.02公里。[54]

## 使用車輛
- 在2007年-2009年，主力車隊為BENZ O814。

- 在2009年-2012年，有時會派出三菱Fuso、丹尼士飛標9.8米及10.1米巴士或海格9.2米及10.8米巴士行走本線，多數見於單頭車開往北安碼頭或路環市區。

2017年9月9日前：
- 三菱Rosa

2017年9月9日起：
- 蘇州金龍KL6960GQE5

2021年1月4日起：
- 蘇州金龍KLQ6108GQ28E4
- 蘇州金龍KLQ6108GQE5

2022年6月26日起：
- 蘇州金龍KLQ6108GQ28E4

2022年8月起：
- 蘇州金龍KLQ6108GQ28E4
- 蘇州金龍KLQ6108GQE5

2022年9月1日起：
- 蘇州金龍KLQ6108GQ28E4
- 蘇州金龍KLQ6960GQE5
- 蘇州金龍KLQ6108GQE5

2022年12月15日起：
- 蘇州金龍KLQ6108GQ28E4
- 蘇州金龍KLQ6108GQ30
- 蘇州金龍KLQ6108GQE5

2022年12月19日起：
- 蘇州金龍KLQ6108GQ28E4
- 蘇州金龍KLQ6108GQE5

2023年3月17日起：
- 蘇州金龍KLQ6108GQE5
- 蘇州金龍KLQ6960GQE5
- 蘇州金龍KLQ6106GHEV

2023年3月27日起：
- 蘇州金龍KLQ6960GQE5
- 蘇州金龍KLQ6106GHEV

2023年11月24日起：
- 蘇州金龍KLQ6108GQ28E4
- 蘇州金龍KLQ6108GQE5
- 蘇州金龍KLQ6960GQE5
- 蘇州金龍KLQ6109GQHEV5
- 蘇州金龍KLQ6106GHEV

### 特見
2019煙花比賽匯演臨時派出以下車輛由旅遊塔行駛至路環街市：
- 蘇州金龍KLQ6115GQ
- 宇通ZK6128HG
- 丹尼士飛鏢SLF 11m
- 蘇州金龍KLQ6108GQ30
- 蘇州金龍KLQ6108GQ28
- 蘇州金龍KLQ6108GQ28E4
- 蘇州金龍KLQ6129GQE4
- 蘇州金龍KLQ6108GQE5
- 蘇州金龍KLQ6126G

2022國慶煙花匯演臨時派出以下車輛由旅遊塔行駛至路環街市：
- 蘇州金龍KLQ6115GQ
- 蘇州金龍KLQ6108GQ30
- 蘇州金龍KLQ6109GQ

2023煙花比賽匯演臨時派出以下車輛：
- 蘇州金龍KLQ6108GQE5
- 蘇州金龍KLQ6109GQ

2023年澳門美食節期間派出以下車輛：
- 蘇州金龍KLQ6108GQ28E4
- 蘇州金龍KLQ6108GQE5
- 蘇州金龍KLQ6109GQHEV5

## 電牌
| 往澳門方向                  | 往澳門方向 | 往澳門方向 |
| 日期                        | 頭牌       | 圖例       |
| --------------------------- | ---------- | ---------- |
| 2011年8月1日前              | 筷子基     |            |
| 2011年8月1日起              | 筷子基北灣 |            |
| 往路環方向                  |            |            |
| 日期                        | 頭牌       | 圖例       |
| 2017年5月6日前              | 路環巿區   |            |
| 2017年5月6日至2023年1月18日 | 路環街市   |            |
| 2023年1月18日起             | 路環市區   |            |

## 路線資料

### 收費
| 收費類別     | 收費類別                      | 收費類別             | 費用 |
| ------------ | ----------------------------- | -------------------- | ---- |
| 現金         | 現金                          | 現金                 | $6.0 |
| 境外支付工具 | 支付寶（內地及香港）          | 支付寶（內地及香港） | $6.0 |
| 境外支付工具 | 雲閃付 非綁定澳門銀聯卡       |                      | $6.0 |
| 境外支付工具 | 微信支付（內地及香港）        |                      | $6.0 |
| 境外支付工具 | 交通聯合 非澳門發行的全國通卡 |                      | $6.0 |
| 境內支付工具 | 澳門通                        | 全民卡               | $3.0 |
| 境內支付工具 | 澳門通                        | 學生卡               | $1.5 |
| 境內支付工具 | 澳門通                        | 長者卡               | 免費 |
| 境內支付工具 | 澳門通                        | 殘疾卡               | 免費 |
| 境內支付工具 | 聚易用＋                      | 聚易用＋             | $3.0 |

### 服務時間及班距
| 服務時間                      | 服務時間               | 星期一至六  | 星期日 （含公眾假期） |
| ----------------------------- | ---------------------- | ----------- | --------------------- |
| 沙梨頭北街／筷子基北灣        | 沙梨頭北街／筷子基北灣 | 06:00-23:30 | 06:00-23:30           |
| 班距                          | 尖峰                   | 16-20分鐘   | 20-25分鐘             |
| 班距                          | 離峰                   | 20-25分鐘   | 20-25分鐘             |
| 懸掛8號風球前30分鐘開出尾班車 |                        |             |                       |

### 路線停站
| 26   | 筷子基北灣 ↺ 路環市區 | 筷子基北灣 ↺ 路環市區        | 筷子基北灣 ↺ 路環市區   | 筷子基北灣 ↺ 路環市區 | 筷子基北灣 ↺ 路環市區 | 筷子基北灣 ↺ 路環市區 |
| 序號 | 循環線                | 循環線                       | 循環線                  |                       |                       |                       |
| 序號 | 站號                  | 站名                         | 輕軌站／出入境口岸      |                       |                       |                       |
| 1    | M95/3                 | 沙梨頭北街／筷子基北灣       |                         |                       |                       |                       |
| 2    | M22                   | 青洲／聖德蘭學校             |                         |                       |                       |                       |
| 3    | M10/2                 | 台山街市                     |                         |                       |                       |                       |
| 4    | M16/1                 | 提督馬路／雅廉訪             |                         |                       |                       |                       |
| 5    | M109                  | 提督／高士德                 |                         |                       |                       |                       |
| 6    | M112                  | 沙梨頭／華寶工業大廈         |                         |                       |                       |                       |
| 7    | M127                  | 海邊新街                     |                         |                       |                       |                       |
| 8    | M125                  | 栢港停車場                   |                         |                       |                       |                       |
| 9    | M136/2                | 粵通碼頭                     | 內港客運碼頭            |                       |                       |                       |
| 10   | M139/2                | 司打口                       | 內港客運碼頭            |                       |                       |                       |
| 11   | M184                  | 河邊新街／街市               |                         |                       |                       |                       |
| 12   | M188                  | 河邊新街／下環               |                         |                       |                       |                       |
| 13   | M203/2                | 媽閣廟站                     |                         |                       |                       |                       |
| 14   | M277                  | 西灣湖景大馬路／媽閣交通樞紐 | 媽閣站                  |                       |                       |                       |
| 15   | M182/1                | 旅遊塔／行車隧道             |                         |                       |                       |                       |
| 16   | T431                  | 西灣大橋／海洋大馬路         |                         |                       |                       |                       |
| 17   | T335/2                | 海洋廣場                     |                         |                       |                       |                       |
| 18   | T338                  | 海洋花園衛生中心             | 海洋站                  |                       |                       |                       |
| 19   | T326/3                | 柯維納馬路                   | 馬會站                  |                       |                       |                       |
| 20   | T332/2                | 南新花園                     | 馬會站                  |                       |                       |                       |
| 21   | T325/3                | 華寶花園                     |                         |                       |                       |                       |
| 22   | T339/4                | 花城公園                     |                         |                       |                       |                       |
| 23   | T408/1                | 湖畔大廈                     |                         |                       |                       |                       |
| 24   | T343                  | 海灣花園／海城閣             |                         |                       |                       |                       |
| 25   | T316                  | 北安大馬路／新城區           |                         |                       |                       |                       |
| 26   | T345/5                | 氹仔客運碼頭                 | 氹仔碼頭站 氹仔客運碼頭 |                       |                       |                       |
| 27   | T344                  | 機場倉庫                     |                         |                       |                       |                       |
| 28   | T356/1                | 澳門機場                     | 機場站 澳門國際機場     |                       |                       |                       |
| 29   | T358                  | 偉龍／科大醫院               |                         |                       |                       |                       |
| 30   | T373/2                | 偉龍／科技大學               |                         |                       |                       |                       |
| 31   | T375                  | 連貫公路／新濠天地           |                         |                       |                       |                       |
| 32   | T380                  | 連貫公路／倫敦人             |                         |                       |                       |                       |
| 33   | T379                  | 連貫公路／巴黎人花園         |                         |                       |                       |                       |
| 34   | T359                  | 蓮花圓形地                   |                         |                       |                       |                       |
| 35   | T355/1                | 蓮花路停車場                 | 蓮花站                  |                       |                       |                       |
| 36   | C688/1                | 和諧廣場／業興大廈           |                         |                       |                       |                       |
| 37   | C691                  | 樂居大馬路／居雅大廈         |                         |                       |                       |                       |
| 38   | C652                  | 安順大廈                     |                         |                       |                       |                       |
| 39   | C655                  | 石排灣郊野公園               |                         |                       |                       |                       |
| 40   | C657                  | 路環警察訓練營-1             |                         |                       |                       |                       |
| 41   | C686                  | 路環市區                     |                         |                       |                       |                       |
| 42   | C656                  | 路環警察訓練營-2             |                         |                       |                       |                       |
| 43   | C654/3                | 聯生圓形地總站               |                         |                       |                       |                       |
| 44   | C653/2                | 金峰南岸／金譽峰             |                         |                       |                       |                       |
| 45   | C692                  | 樂居大馬路／樂群樓           |                         |                       |                       |                       |
| 46   | C689/1                | 和諧廣場／樂群樓             |                         |                       |                       |                       |
| 47   | T355/2                | 蓮花路停車場                 | 蓮花站                  |                       |                       |                       |
| 48   | T360                  | 連貫公路／新濠影匯           |                         |                       |                       |                       |
| 49   | T376/1                | 連貫公路／巴黎人             |                         |                       |                       |                       |
| 50   | T363/1                | 連貫公路／威尼斯人           |                         |                       |                       |                       |
| 51   | T374                  | 澳門土木工程實驗室           |                         |                       |                       |                       |
| 52   | T406                  | 機場圓形地／偉龍             |                         |                       |                       |                       |
| 53   | T345/1                | 氹仔客運碼頭                 | 氹仔碼頭站 氹仔客運碼頭 |                       |                       |                       |
| 54   | T322                  | 信安馬路                     |                         |                       |                       |                       |
| 55   | T342                  | 高勵雅馬路                   |                         |                       |                       |                       |
| 56   | T409                  | 湖畔公園                     |                         |                       |                       |                       |
| 57   | T368                  | 奧林匹克大馬路               |                         |                       |                       |                       |
| 58   | T324/2                | 澳門運動場                   |                         |                       |                       |                       |
| 59   | T327                  | 賽馬會                       | 馬會站                  |                       |                       |                       |
| 60   | T326/2                | 柯維納馬路                   | 馬會站                  |                       |                       |                       |
| 61   | T337                  | 氹仔海濱花園                 | 海洋站                  |                       |                       |                       |
| 62   | T334                  | 海洋花園／紫荊苑             |                         |                       |                       |                       |
| 63   | T430                  | 海洋花園／玫瑰苑             |                         |                       |                       |                       |
| 64   | M177                  | 澳門旅遊塔                   |                         |                       |                       |                       |
| 65   | M198/1                | 西灣湖景大馬路／媽閣碼頭     | 媽閣站                  |                       |                       |                       |
| 66   | M183/2                | 河邊新街／凱泉灣             |                         |                       |                       |                       |
| 67   | M140/1                | 河邊新街／李道巷             |                         |                       |                       |                       |
| 68   | M137/2                | 內港客運碼頭                 | 內港客運碼頭            |                       |                       |                       |
| 69   | M132/1                | 十六浦                       |                         |                       |                       |                       |
| 70   | M200                  | 沙欄仔                       |                         |                       |                       |                       |
| 71   | M201                  | 白鴿巢前地                   |                         |                       |                       |                       |
| 72   | M121                  | 連勝／鏡湖醫院               |                         |                       |                       |                       |
| 73   | M119                  | 永樂戲院                     |                         |                       |                       |                       |
| 74   | M113                  | 提督／紅街市                 |                         |                       |                       |                       |
| 75   | M94                   | 沙梨頭南街／蘭花前地         |                         |                       |                       |                       |
| 76   | M95/3                 | 沙梨頭北街／筷子基北灣       |                         |                       |                       |                       |

### 2005年夏季路線停站
26路線在2005年5-10月份延伸至黑沙海灘，成為全澳停靠站點數目最多的路線（達88站）。

#### 往程
| 26夏季 | 筷子基 ↔ 黑沙海灘    | 筷子基 ↔ 黑沙海灘  | 筷子基 ↔ 黑沙海灘                      |
| 往程   | 往程                 | 返程               | 返程                                   |
| 序號   | 站名                 | 序號               | 站名                                   |
| ------ | -------------------- | ------------------ | -------------------------------------- |
| 1      | 和樂大馬路           | 1                  | 黑沙海灘                               |
| 2      | 青洲／逸麗花園       | 2                  | 黑沙／海蘭花苑                         |
| 3      | 台山街市             | 3                  | 竹灣豪園-2                             |
| 4      | 市政狗房             | 4                  | 竹灣海灘-2                             |
| 5      | 紅街市               | 5                  | 竹灣燒烤公園-2                         |
| 6      | 昌明花園             | 6                  | 竹灣馬路-2                             |
| 7      | 土地廟前地           | 7                  | 竹灣泳池-2                             |
| 8      | 水上街市／中銀       | 8                  | 路環監獄-2                             |
| 9      | 海邊新街             | 9                  | 路環市區-2                             |
| 10     | 栢港停車場           | 10                 | 路環警察訓練營-2                       |
| 10     | 粵通碼頭             |                    | 岐關車站                               |
| 11     | 司打口               | 河邊新街           | 新新酒店                               |
| 12     | 河邊新街／街市       | 河邊新街           | 下環街市                               |
| 13     | 下環／沙井天巷       | 河邊新街           |                                        |
| 14     | 河邊新街／下環       | 河邊新街           | 聖瑪沙利羅學校、下環街                 |
| 15     | 媽閣廟               | 河邊新街           | 媽閣廟、海事博物館                     |
| 16     | 海洋廣場             | 海洋花園大馬路     |                                        |
| 17     | 氹仔衛生中心         | 海洋花園大馬路     | 氹仔衛生中心、小海豚托兒所、紀念碑花園 |
| 18     | 柯維納馬路           | 柯維納馬路         | 學車場                                 |
| 19     | 南新花園             | 柯維納馬路         | 澳門賽馬會 、駿景酒店                  |
| 20     | 匯景花園             | 柯維納馬路         | 君怡酒店                               |
| 21     | 華寶花園             | 奧林匹克大馬路     | 澳門運動場、氹仔市區口                 |
| 22     | 花城公園             | 奧林匹克大馬路     | 花城公園、百佳超級廣場                 |
| 23     | 氹仔花城             | 奧林匹克大馬路     | 雍景灣、時運燒烤、格蘭酒店             |
| 24     | 高勵雅馬路           | 高勵雅馬路         | 海灣花園                               |
| 25     | 北安大馬路           | 北安大馬路         | 北安                                   |
| 26     | 機場倉庫             | 偉龍馬路           | 機場倉庫、機場警司處、清潔專營公司     |
| 27     | 澳門機場             | 偉龍馬路           | 澳門國際機場、中國大酒店               |
| 28     | 機場圓形地／科大醫院 | 機場圓形地         | 機場貨運站                             |
| 29     | 連貫公路／科技大學   | 路氹連貫公路圓形地 | 科技大學                               |
| 30     | 路氹城圓形地-1       | 路氹連貫公路       |                                        |
| 31     | 蓮花圓形地           | 路氹連貫公路       | 十二生肖像 、學車場                    |
| 32     | 路氹邊檢大樓         | 蓮花路             | 蓮花大橋                               |
| 33     | 石排灣馬路           | 石排灣馬路         | 小型賽車場                             |
| 34     | 路環石礦場           | 石排灣馬路         | 石礦場                                 |
| 35     | 路環郊野公園         | 石排灣馬路         | 路環郊野公園、民政總署園地綠花部       |
| 36     | 聯生工業村           | 石排灣馬路         | 媽祖文化村牌坊、聯生工業村             |
| 37     | 路環警察訓練營-1     | 田畔街             | 保安高校、路環重犯監獄、荔枝碗村       |
| 38     | 路環市區-1           | 竹灣馬路           | 安德魯葡撻、保安高校、路環街市         |
| 39     | 路環監獄-1           | 竹灣馬路           | 澳門監獄、少年感化院                   |
| 40     | 竹灣泳池-1           | 竹灣馬路           | 竹灣泳池                               |
| 41     | 竹灣馬路-1           | 竹灣馬路           | 前澳督別墅                             |
| 42     | 竹灣燒烤公園-1       | 竹灣馬路           |                                        |
| 43     | 竹灣海灘-1           | 竹灣馬路           | 竹灣海灘、竹灣酒店、竹灣會議中心       |
| 44     | 竹灣豪園-1           | 竹灣馬路           | 竹灣豪園                               |
| 45     | 海蘭花苑             | 新黑沙馬路         | 海蘭花苑 、黑沙水上活動中心            |
| 46     | 黑沙海灘             | 新黑沙馬路         | 黑沙海灘、黑沙公園、威斯登酒店         |

#### 返程
| 26夏季路線： 黑沙海灘 → 筷子基 方向 | 26夏季路線： 黑沙海灘 → 筷子基 方向 | 26夏季路線： 黑沙海灘 → 筷子基 方向 | 26夏季路線： 黑沙海灘 → 筷子基 方向  | 26夏季路線： 黑沙海灘 → 筷子基 方向 |
| 站數                                | 站點名稱                            | 街道                                | 附近主要地點                         | 收費                                |
| ----------------------------------- | ----------------------------------- | ----------------------------------- | ------------------------------------ | ----------------------------------- |
| 0                                   | 黑沙海灘                            | 新黑沙馬路                          | 黑沙海灘、黑沙公園、威斯登酒店       | $5.0                                |
| 1                                   | 黑沙／海蘭花苑                      | 新黑沙馬路                          | 海蘭花苑、黑沙水上活動中心           | $5.0                                |
| 2                                   | 竹灣豪園-2                          | 竹灣馬路                            | 竹灣豪園                             | $5.0                                |
| 3                                   | 竹灣海灘-2                          | 竹灣馬路                            | 竹灣海灘、竹灣酒店、竹灣會議中心     | $5.0                                |
| 4                                   | 竹灣燒烤公園-2                      | 竹灣馬路                            |                                      | $5.0                                |
| 5                                   | 竹灣馬路-2                          | 竹灣馬路                            | 前澳督別墅                           | $5.0                                |
| 6                                   | 竹灣泳池-2                          | 竹灣馬路                            | 竹灣泳池                             | $5.0                                |
| 7                                   | 路環監獄-2                          | 竹灣馬路                            | 澳門監獄、少年感化院                 | $5.0                                |
| 8                                   | 路環市區-2                          | 竹灣馬路                            | 安德魯葡撻、保安高校、路環街市       | $4.0                                |
| 9                                   | 路環警察訓練營-2                    | 田畔街                              | 保安高校、路環重犯監獄、荔枝碗村     | $4.0                                |
| 10                                  | 石排灣疊石塘                        | 石排灣馬路                          | 媽祖文化村牌坊、聯生工業村           | $4.0                                |
| 11                                  | 路環郊野公園                        | 石排灣馬路                          | 路環郊野公園                         | $4.0                                |
| 12                                  | 路環小型賽車場                      | 石排灣馬路                          | 小型賽車場                           | $4.0                                |
| 13                                  | 路氹邊檢大樓                        | 蓮花路                              | 蓮花大橋                             | $4.0                                |
| 14                                  | 蓮花圓形地-2                        | 路氹連貫公路                        | 十二生肖像                           | $3.3                                |
| 15                                  | 路氹城圓形地-2                      | 路氹城圓形地                        | 十二生肖像                           | $3.3                                |
| 16                                  | 連貫公路／科技大學                  | 路氹連貫公路圓形地                  | 科技大學                             | $3.3                                |
| 17                                  | 機場倉庫                            | 偉龍馬路                            | 機場倉庫、機場警司處、清潔專營公司   | $3.3                                |
| 18                                  | 澳門機場                            | 偉龍馬路                            | 澳門國際機場                         | $3.3                                |
| 19                                  | 信安馬路                            | 信安馬路                            | 清潔專營公司、新福利北安巴士廠       | $3.3                                |
| 20                                  | 北安前地                            | 信安馬路                            | 澳巴公司                             | $3.3                                |
| 21                                  | 海灣花園                            | 高勵雅馬路                          |                                      | $3.3                                |
| 22                                  | 澳門運動場                          | 奧林匹克大馬路                      | 運動場、東亞運辦公室、華寶花園、花城 | $3.3                                |
| 23                                  | 賽馬會-1                            | 柯維納馬路                          | 澳門賽馬會-賽事大樓                  | $3.3                                |
| 24                                  | 賽馬會-2                            | 柯維納馬路                          | 澳門賽馬會-西翼入口及馬房            | $3.3                                |
| 25                                  | 盧伯德圓形地                        | 盧伯德圓形地                        | 碼頭花園、童軍總會、ESSO油站         | $3.3                                |
| 26                                  | 氹仔海濱花園                        | 海洋花園大馬路                      | 紀念碑花園                           | $3.3                                |
| 27                                  | 海洋廣場                            | 海洋花園大馬路                      |                                      | $3.3                                |
| 西灣大橋                            |                                     |                                     |                                      |                                     |
| 28                                  | 媽閣廟前地                          | 河邊新街                            | 媽閣廟、海事博物館                   | $2.5                                |
| 29                                  | 河邊新街／媽閣                      | 河邊新街                            |                                      | $2.5                                |
| 30                                  | 河邊新街／小販巷                    | 河邊新街                            |                                      | $2.5                                |
| 31                                  | 下環／李加祿街                      | 河邊新街                            | 下環街市                             | $2.5                                |
| 32                                  | 司打口／李道巷                      | 河邊新街                            | 新新酒店                             | $2.5                                |
| 33                                  | 火船頭街                            | 火船頭街                            | 岐關車站                             | $2.5                                |
| 34                                  | 內港／停車場                        | 巴素打爾古街                        |                                      | $2.5                                |
| 35                                  | 沙欄仔街                            | 沙欄仔街                            | 沙欄仔街、十月初五街                 | $2.5                                |
| 36                                  | 白鴿巢前地                          | 白鴿巢前地                          | 大三巴牌坊、佳景樂園、白鴿巢公園     | $2.5                                |
| 37                                  | 連勝／鏡湖醫院                      | 連勝街                              | 鏡湖醫院、消防局博物館               | $2.5                                |
| 38                                  | 永樂戲院                            | 鏡湖馬路                            | 永樂戲院、蓮溪市集                   | $2.5                                |
| 39                                  | 提督／紅街市                        | 罅些喇提督大馬路                    | 紅街市                               | $2.5                                |
| 40                                  | 提督馬路／白朗古                    | 罅些喇提督大馬路                    |                                      | $2.5                                |
| 41                                  | 筷子基北街                          | 筷子基北街                          |                                      | $2.5                                |
| 42                                  | 和樂大馬路                          | 和樂大馬路                          | 筷子基巴士總站                       | 總站                                |

## 客量
- 由於本線較為迂迴，往返路氹時需途徑海洋花園，北安，氹仔碼頭等，所以一般筷子基居民需要往返路氹時，大多會使用其他路線。然而，此線是唯一一條由離島前往鏡湖醫院的巴士路線，所以本線仍有一定客量支持。
- 根據2020年公報，本線在2019年度尖峰時段共開出40,068班次，乘車人次為2,791,713人次，平均每班接載69.7人次。

## 未來發展
- 2024年4月17日，新福利代表出席澳門電台中文頻道時事節目《澳門講場》時表示，為配合第四條澳氹跨海大橋“澳門大橋”的開通，加上2025年新城A區公屋群將陸續入伙，公司正研究優化本線以配合發展，包括分拆、區域性重組合併等，盡量減少對原路線乘客的影響，並提升路線的運作效率。[55][56]

## 重大意外
- 2009年8月2日，一輛26路線三菱Rosa小巴在氹仔北安大馬路，被一輛賭場巴士撞到尾部，車上19人受傷，包括9名旅客和新福利巴士司機，大部分傷勢普通。[57]

## 本線特別路線
- 澳門巴士26S路線

## 圖片集

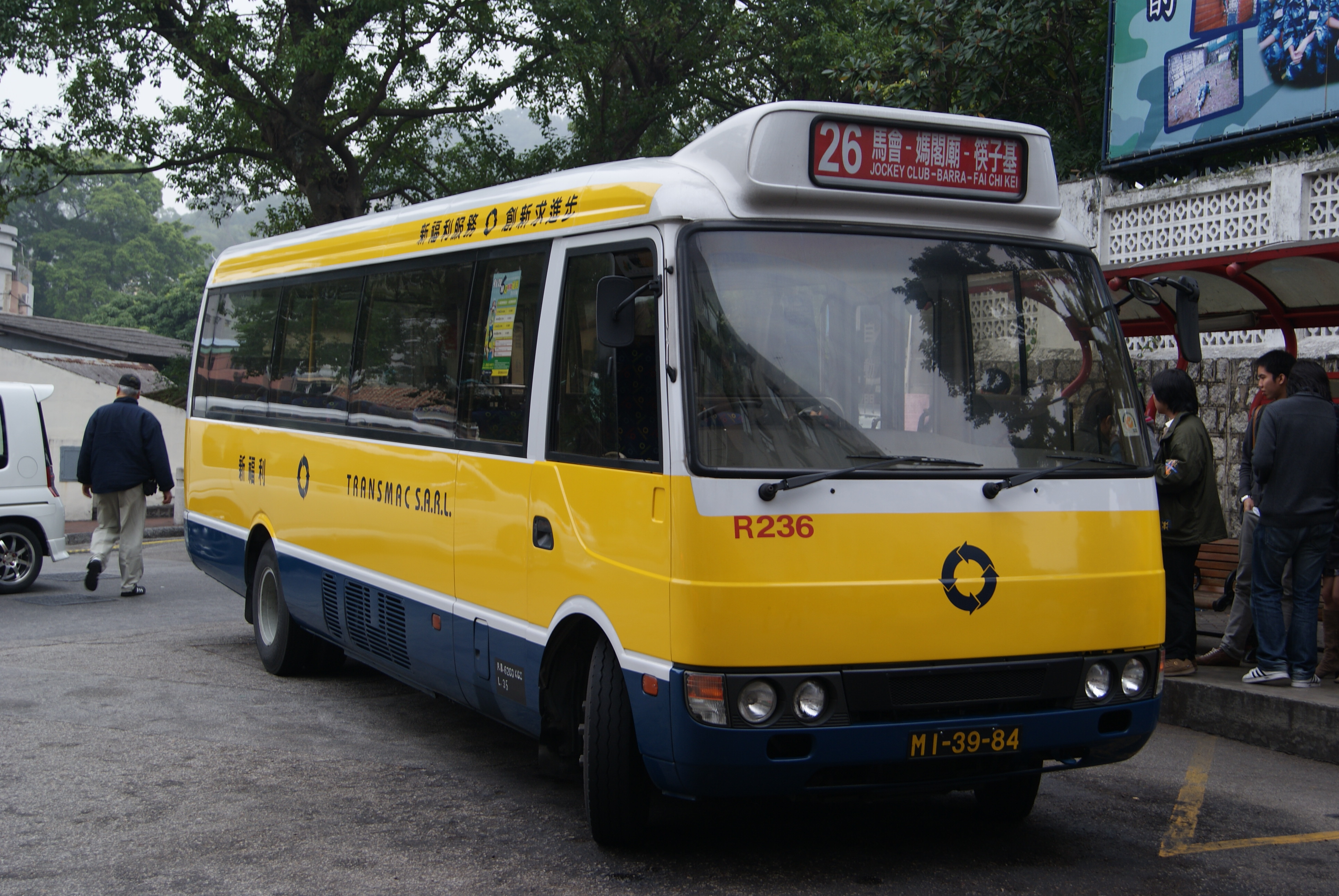
三菱Rosa
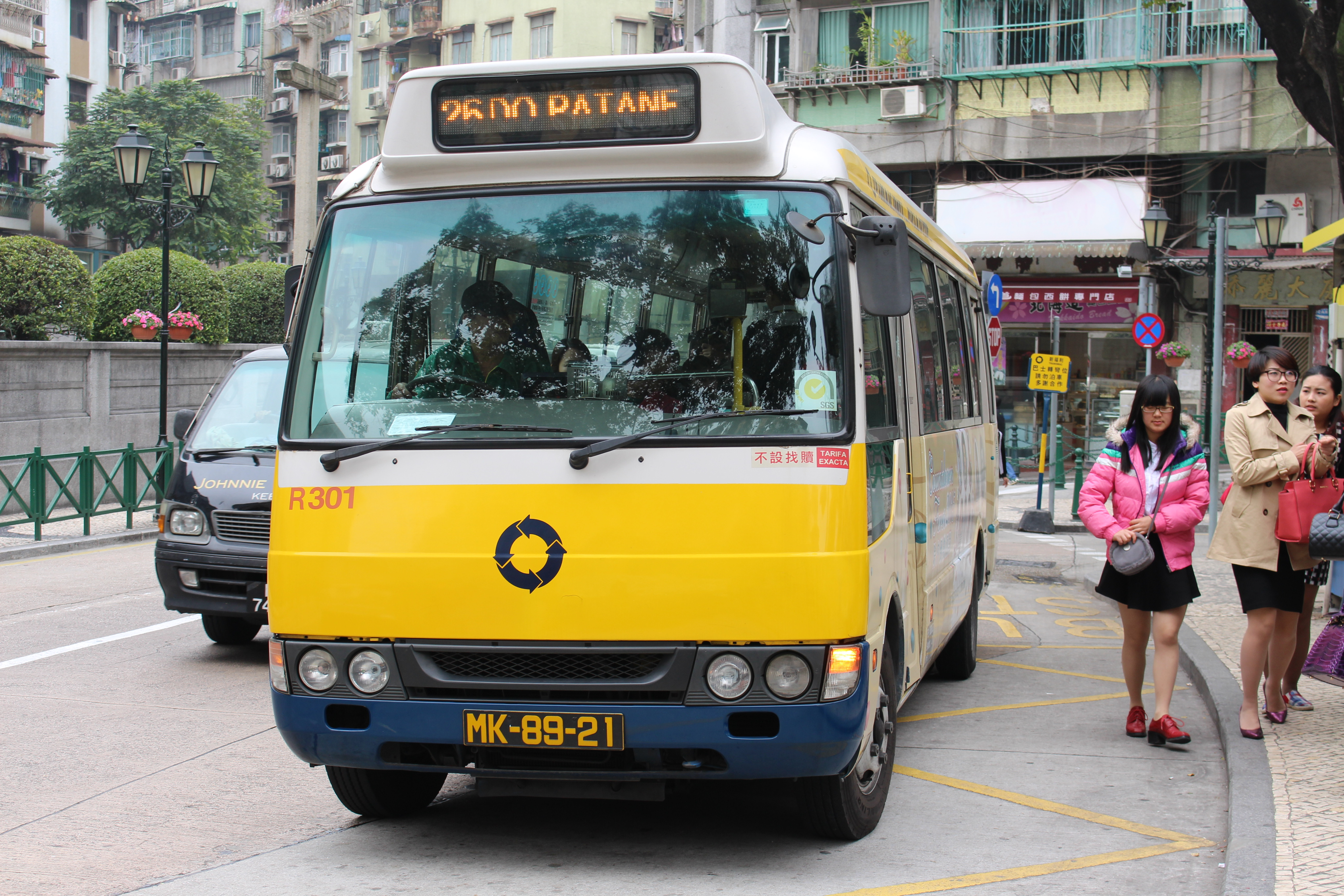
三菱Rosa
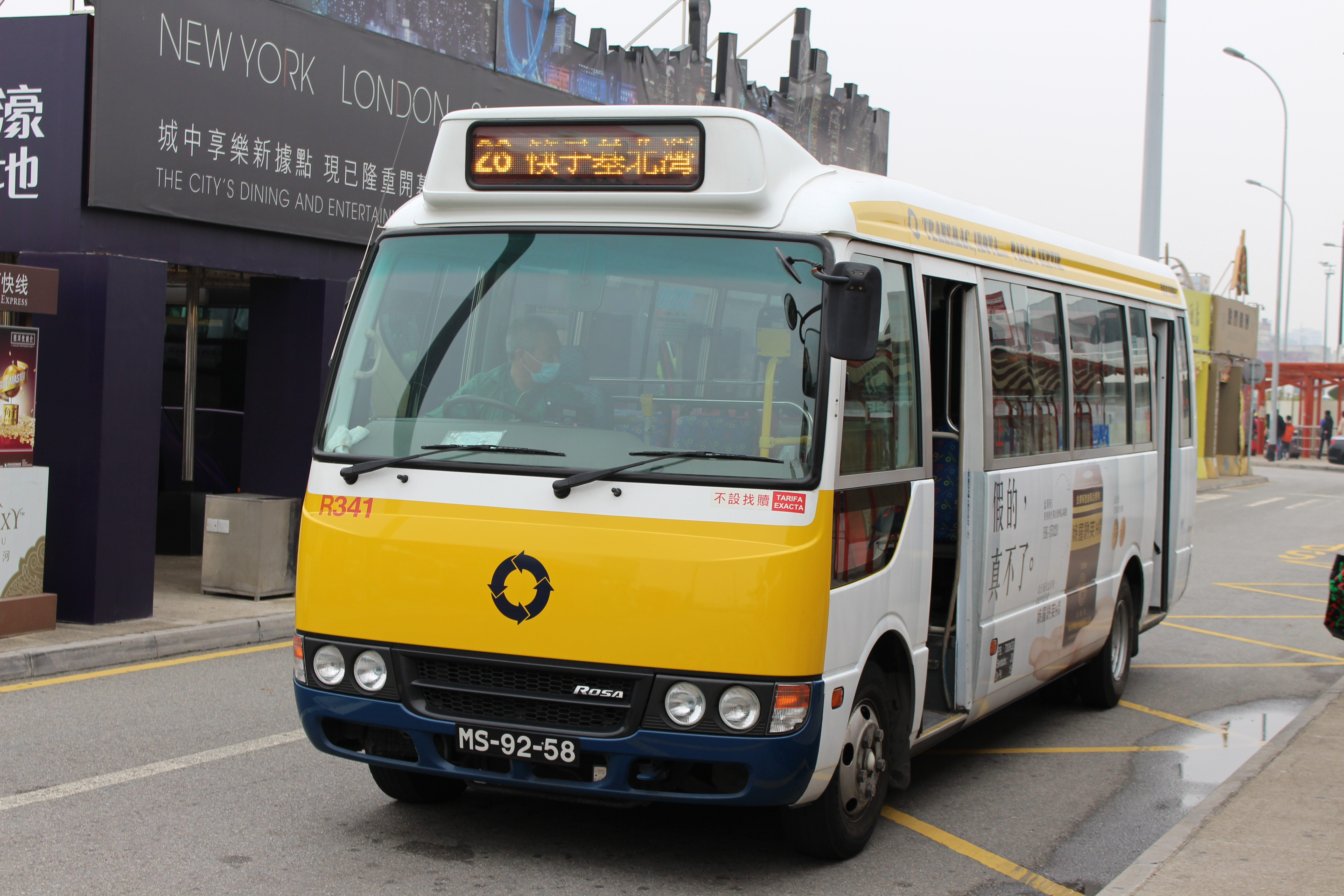
三菱Rosa
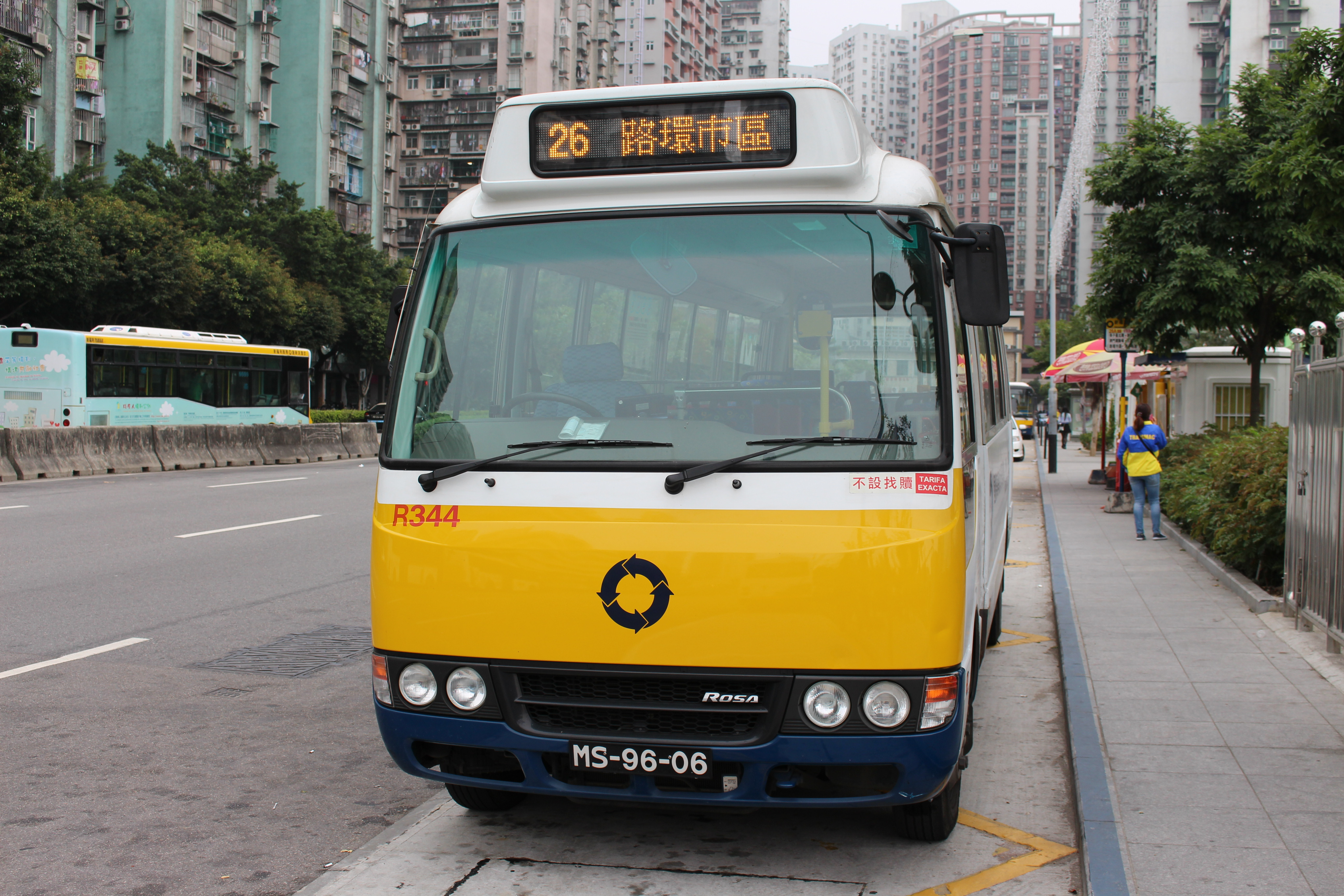
三菱Rosa
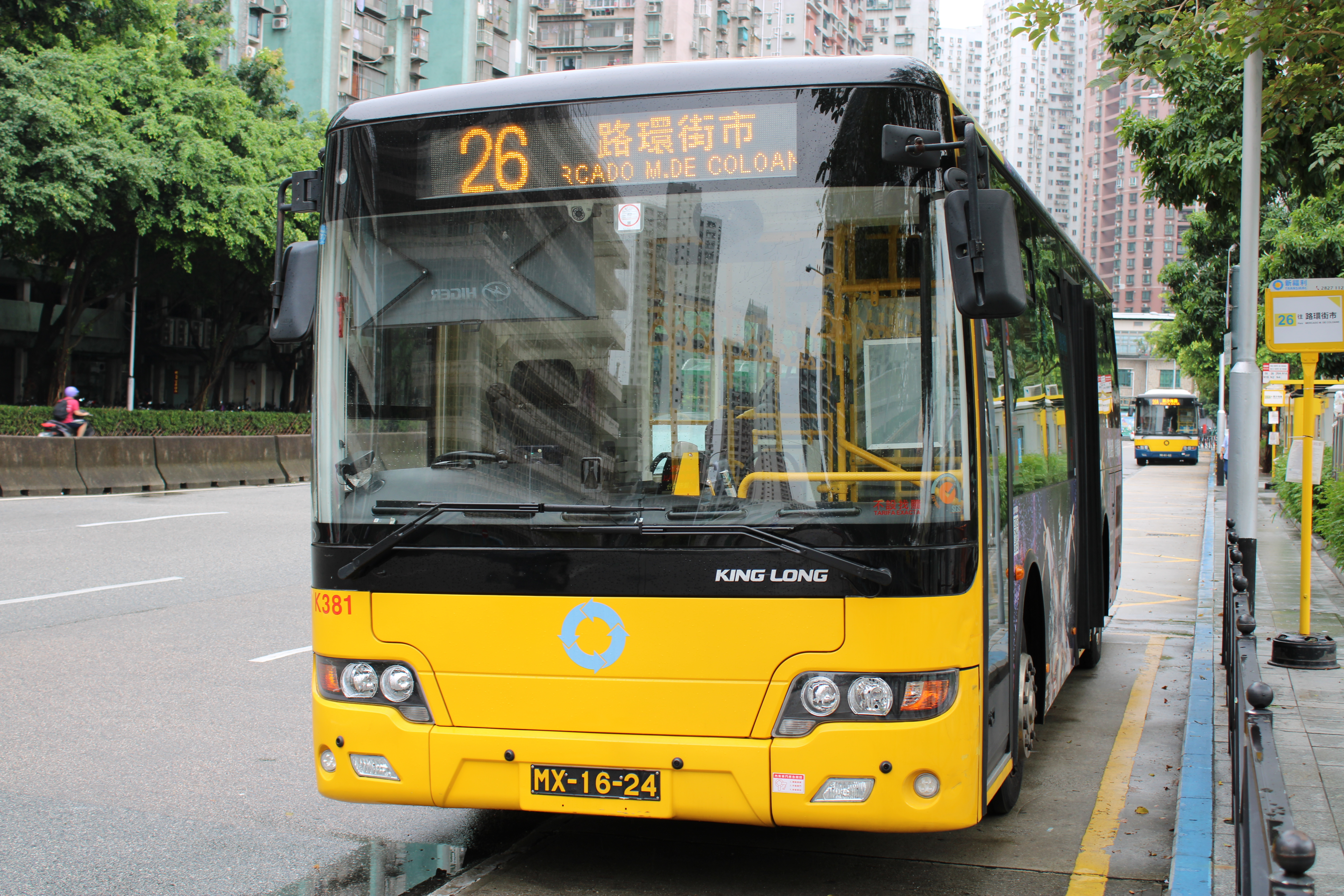
蘇州金龍KLQ6960GQE5
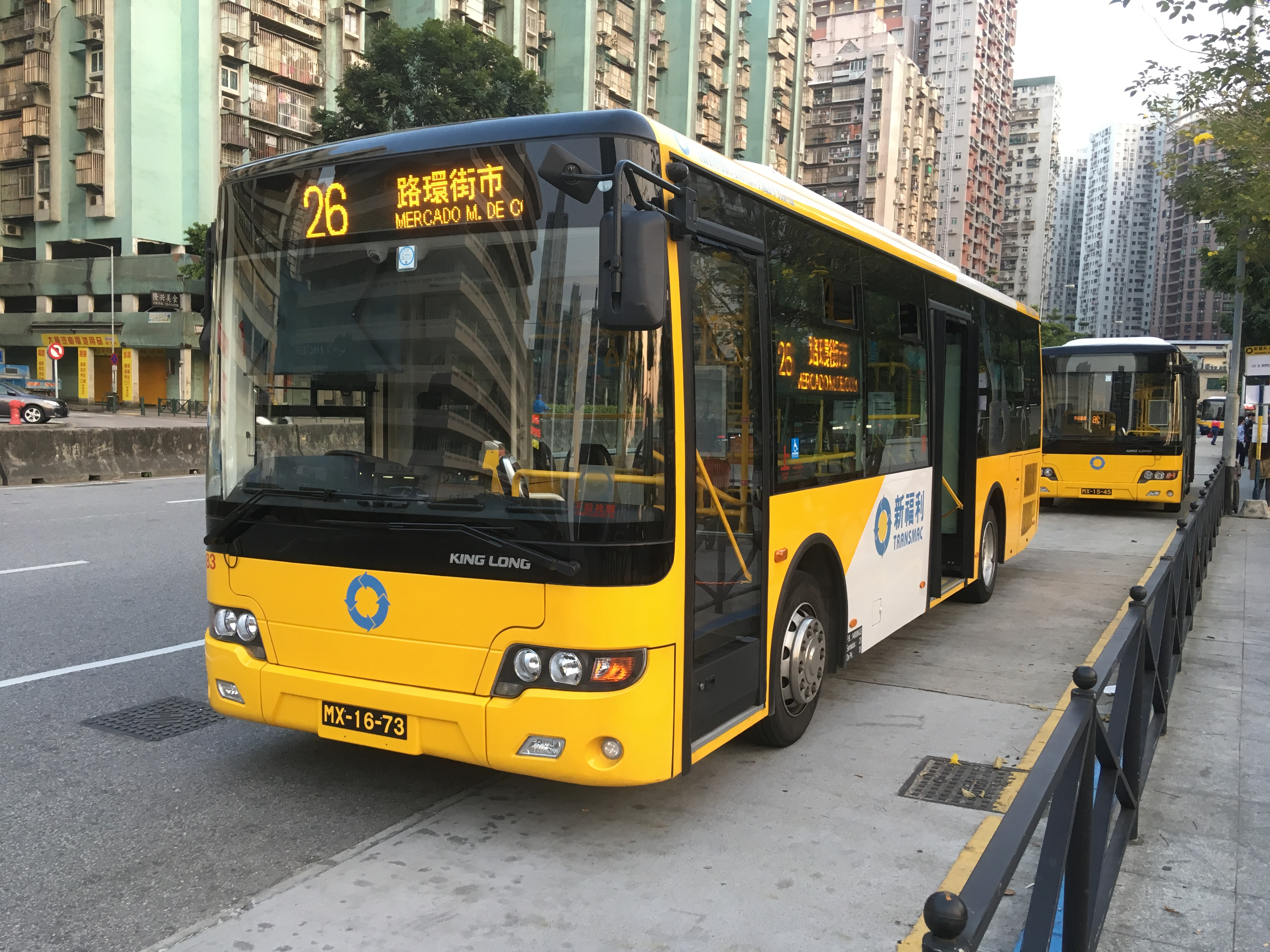
蘇州金龍KLQ6960GQE5
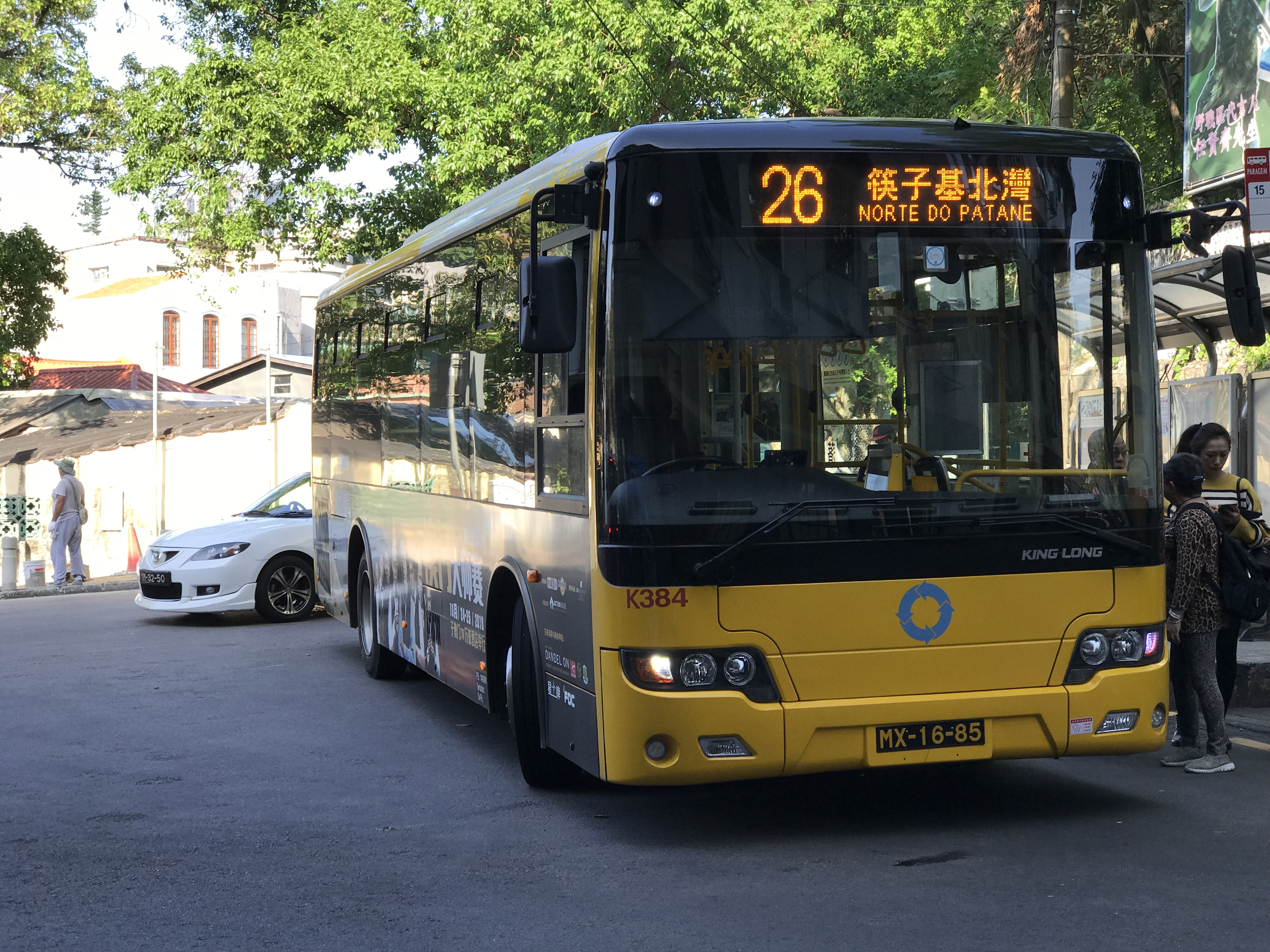
蘇州金龍KLQ6960GQE5
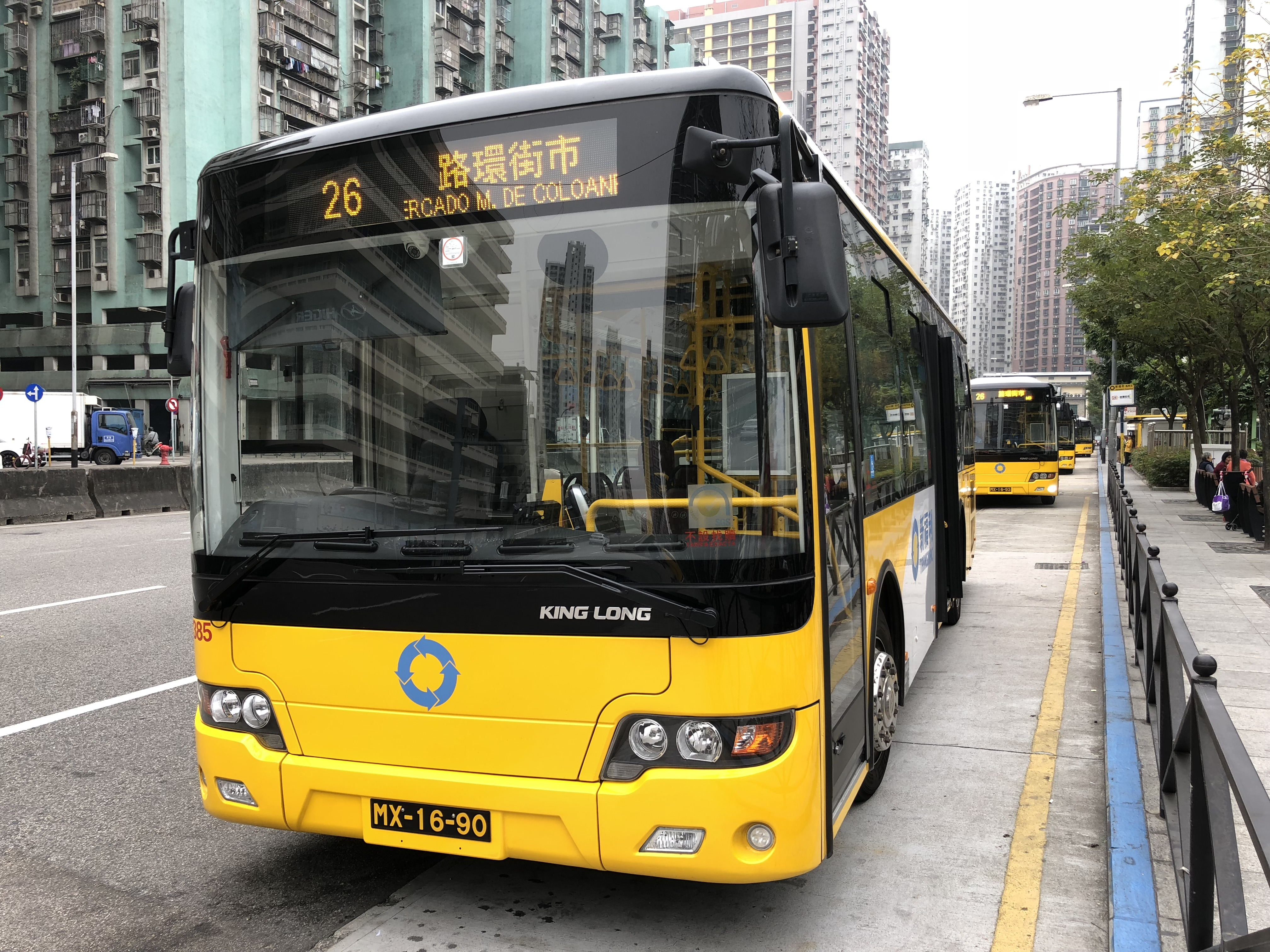
蘇州金龍KLQ6960GQE5
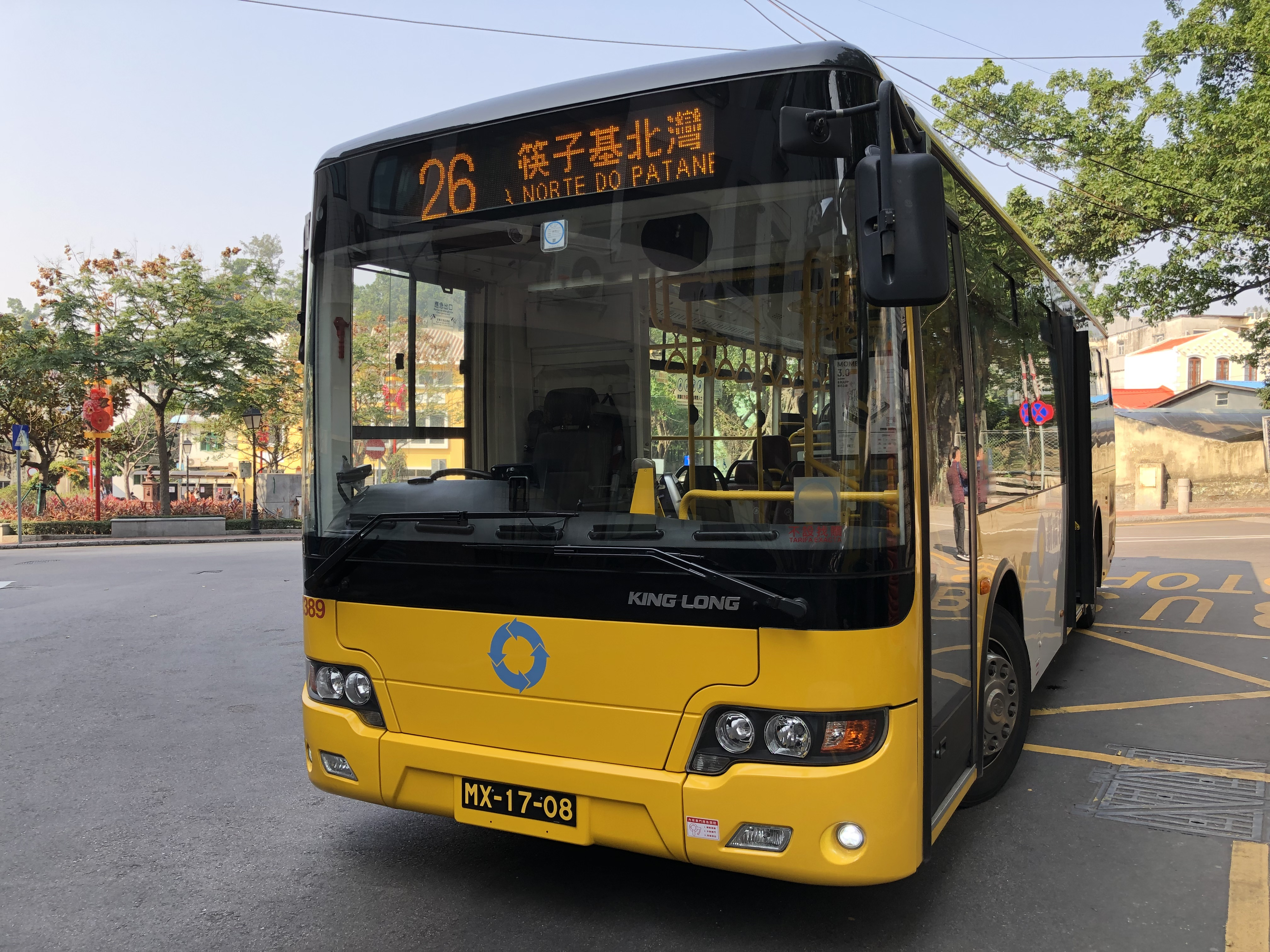
蘇州金龍KLQ6960GQE5
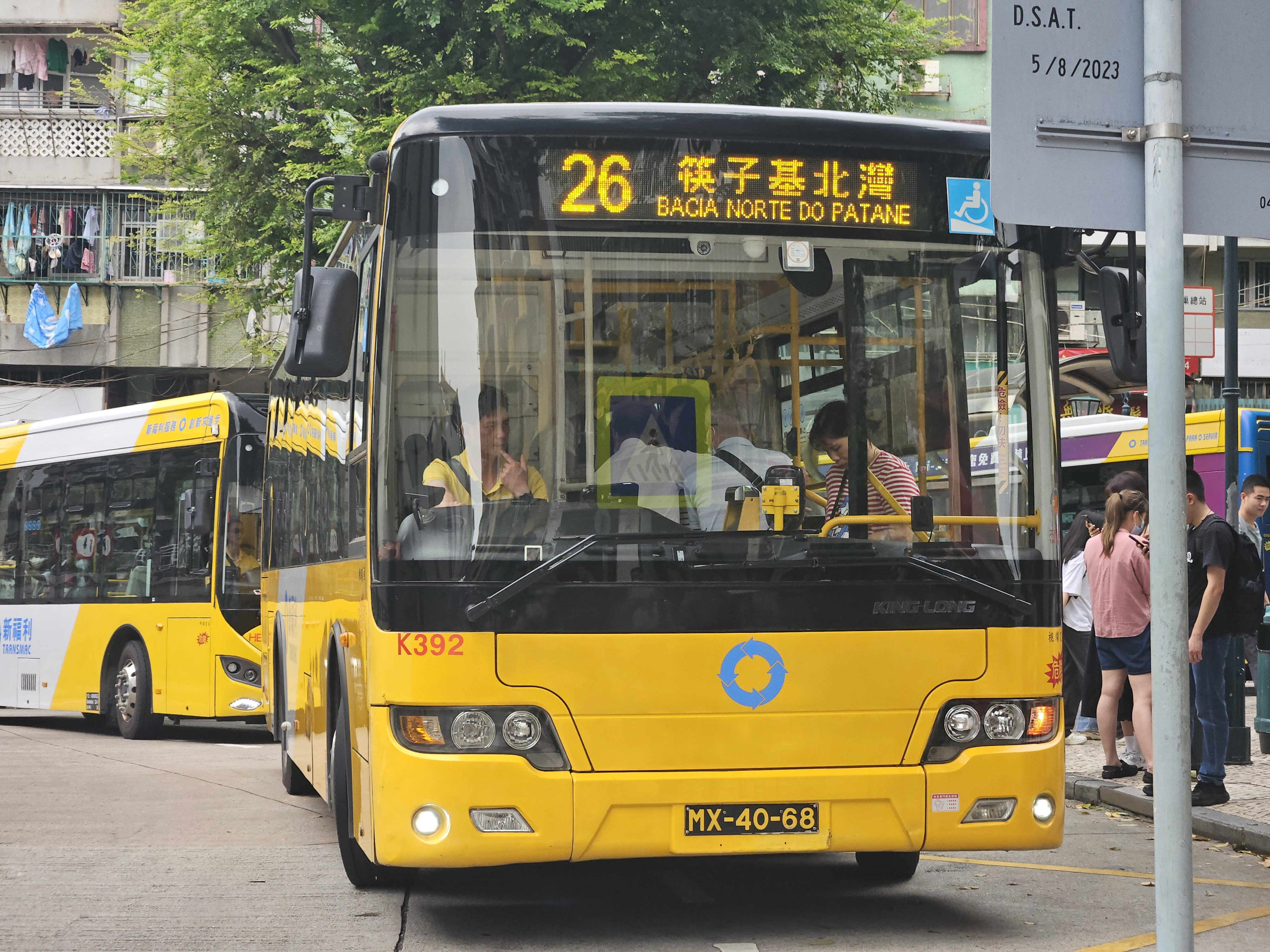
蘇州金龍KLQ6960GQE5
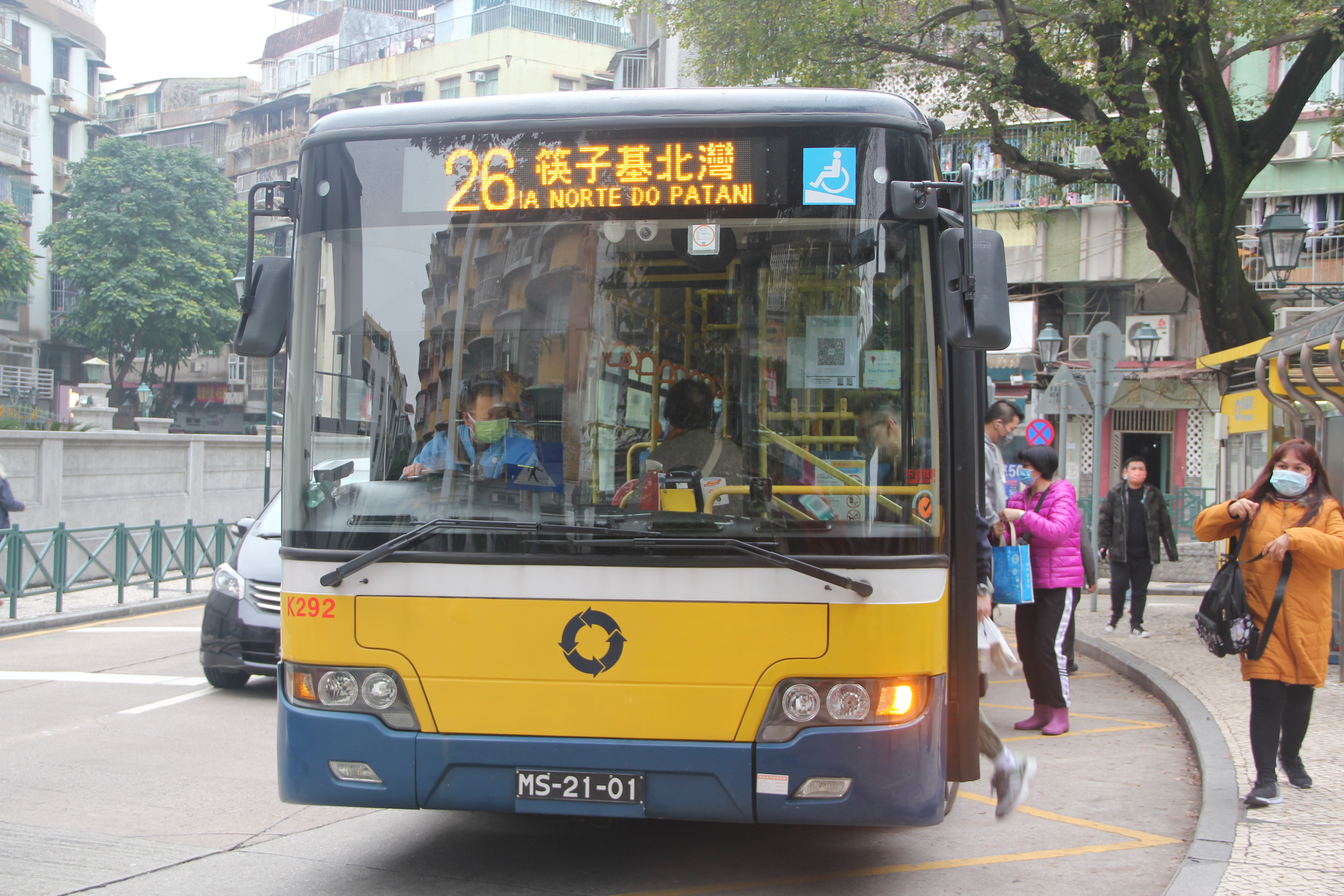
蘇州金龍KLQ6108GQ28E4
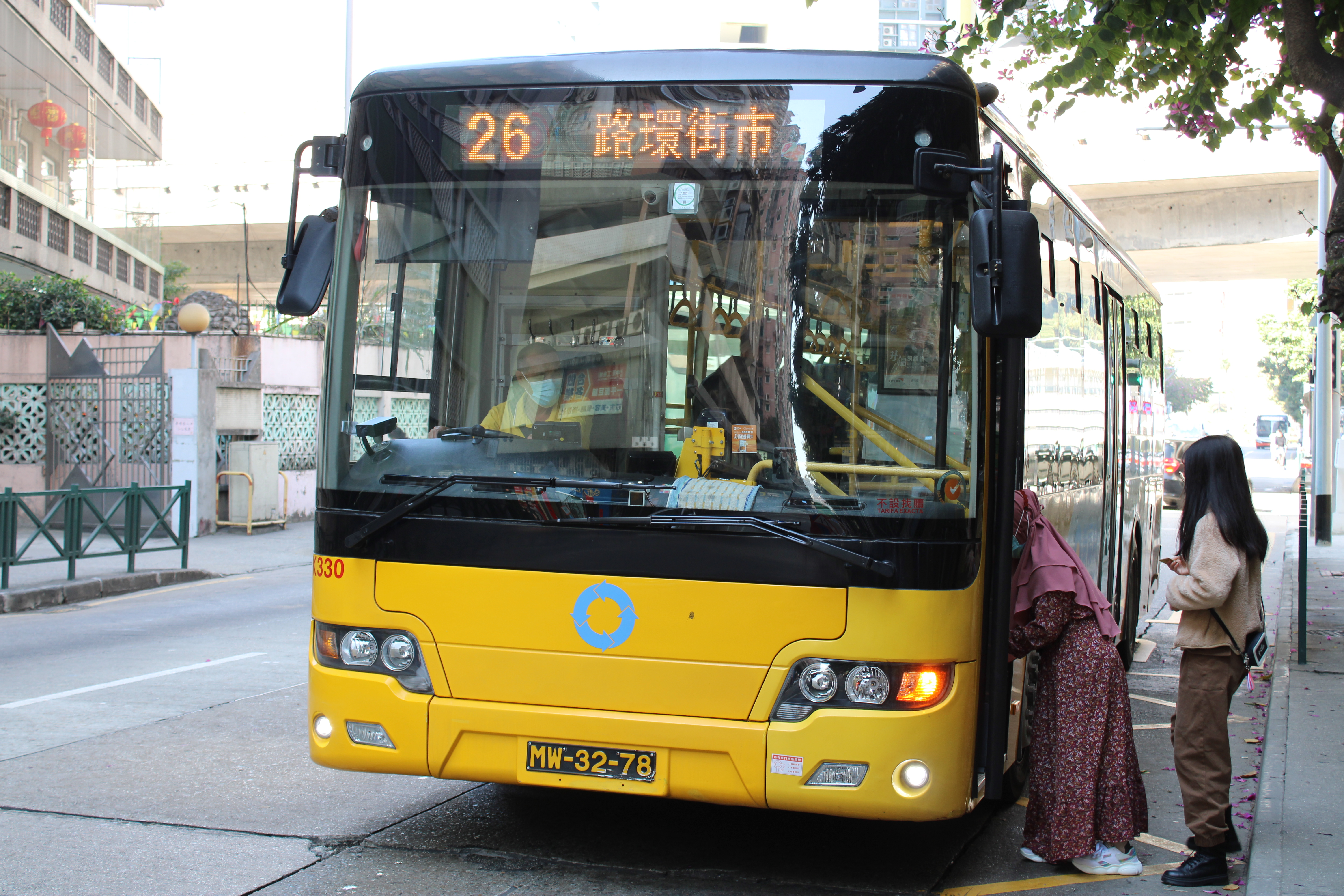
蘇州金龍KLQ6108GQ28E4
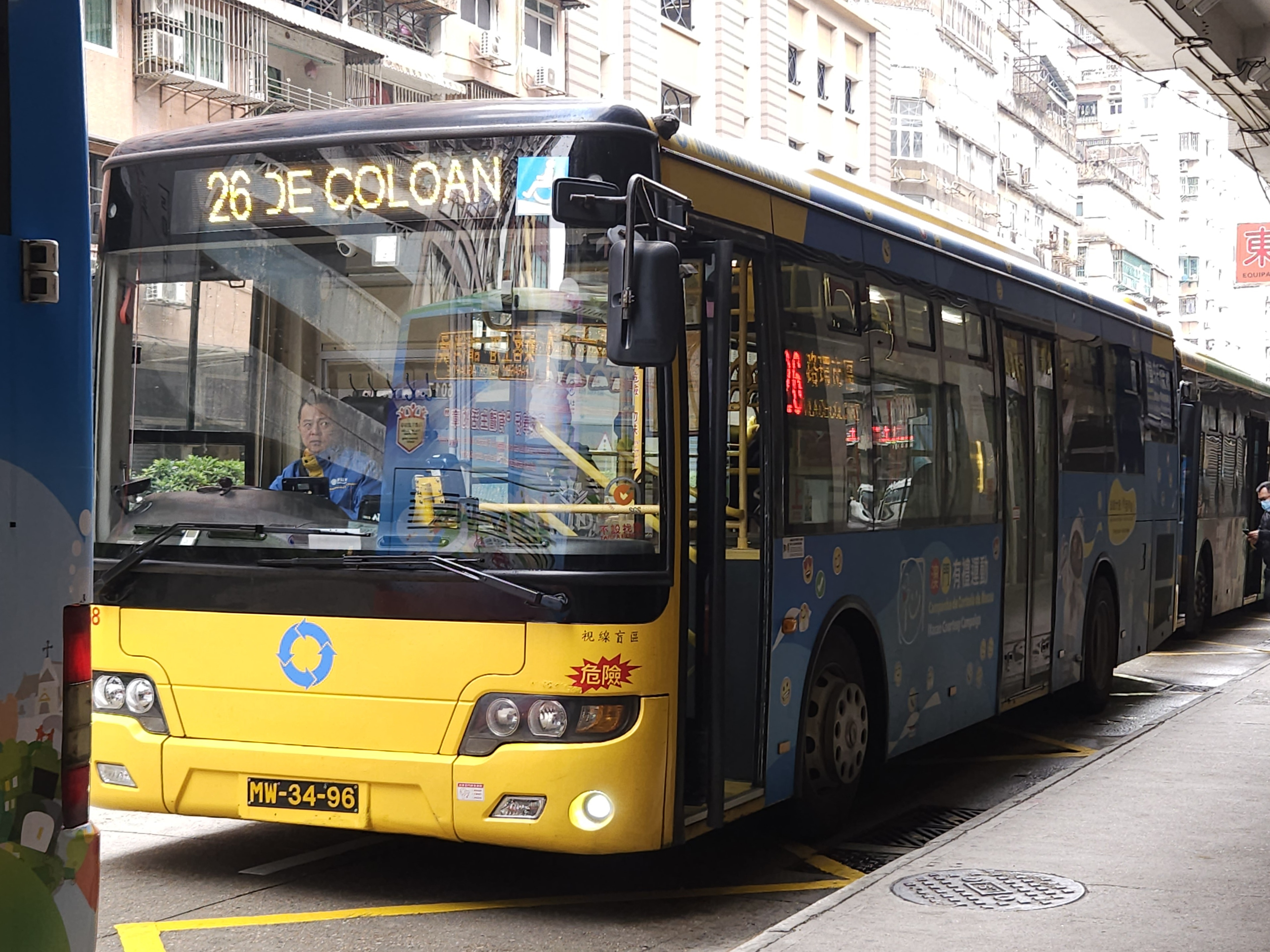
蘇州金龍KLQ6108GQ28E4
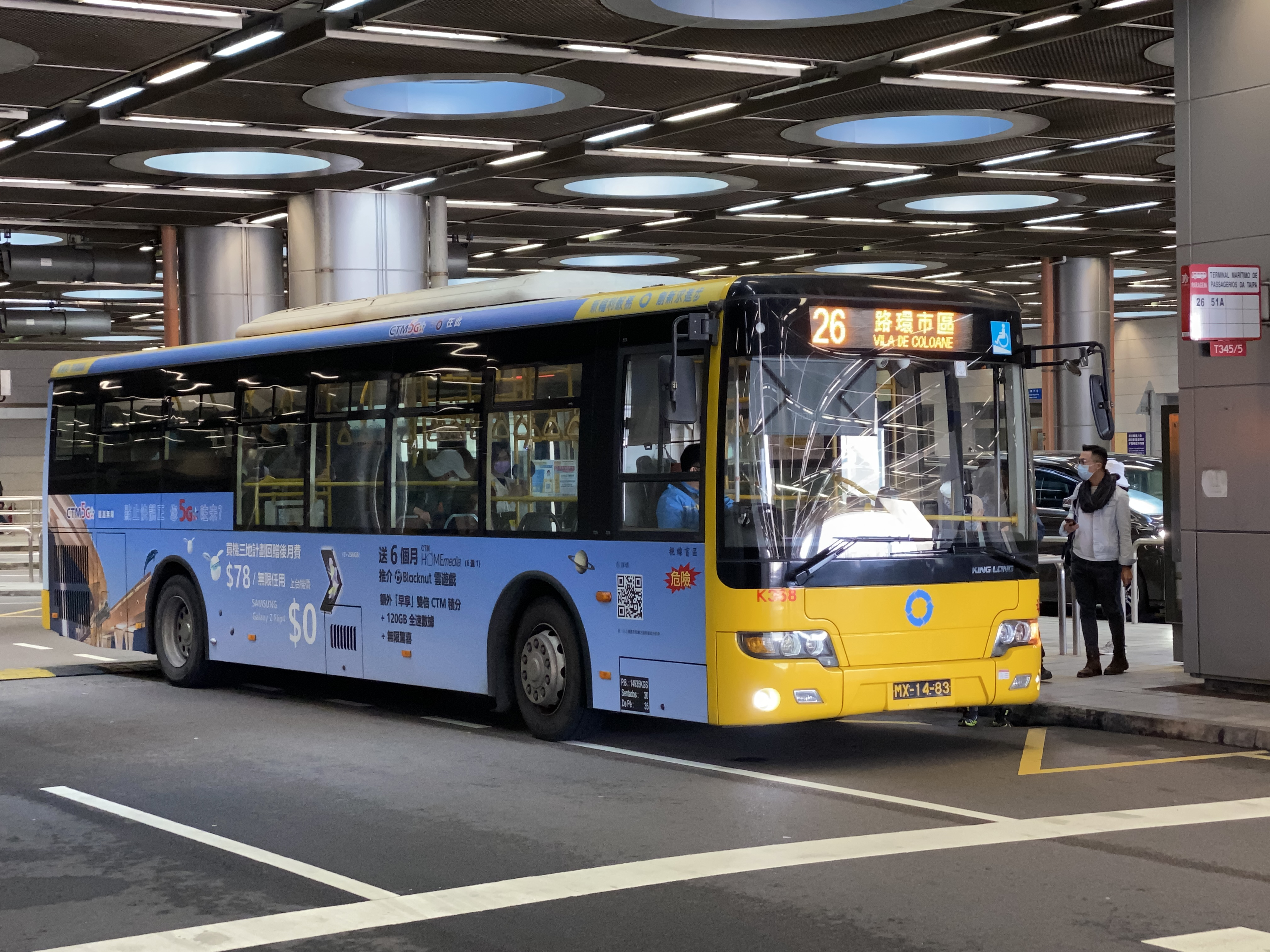
蘇州金龍KLQ6108GQE5
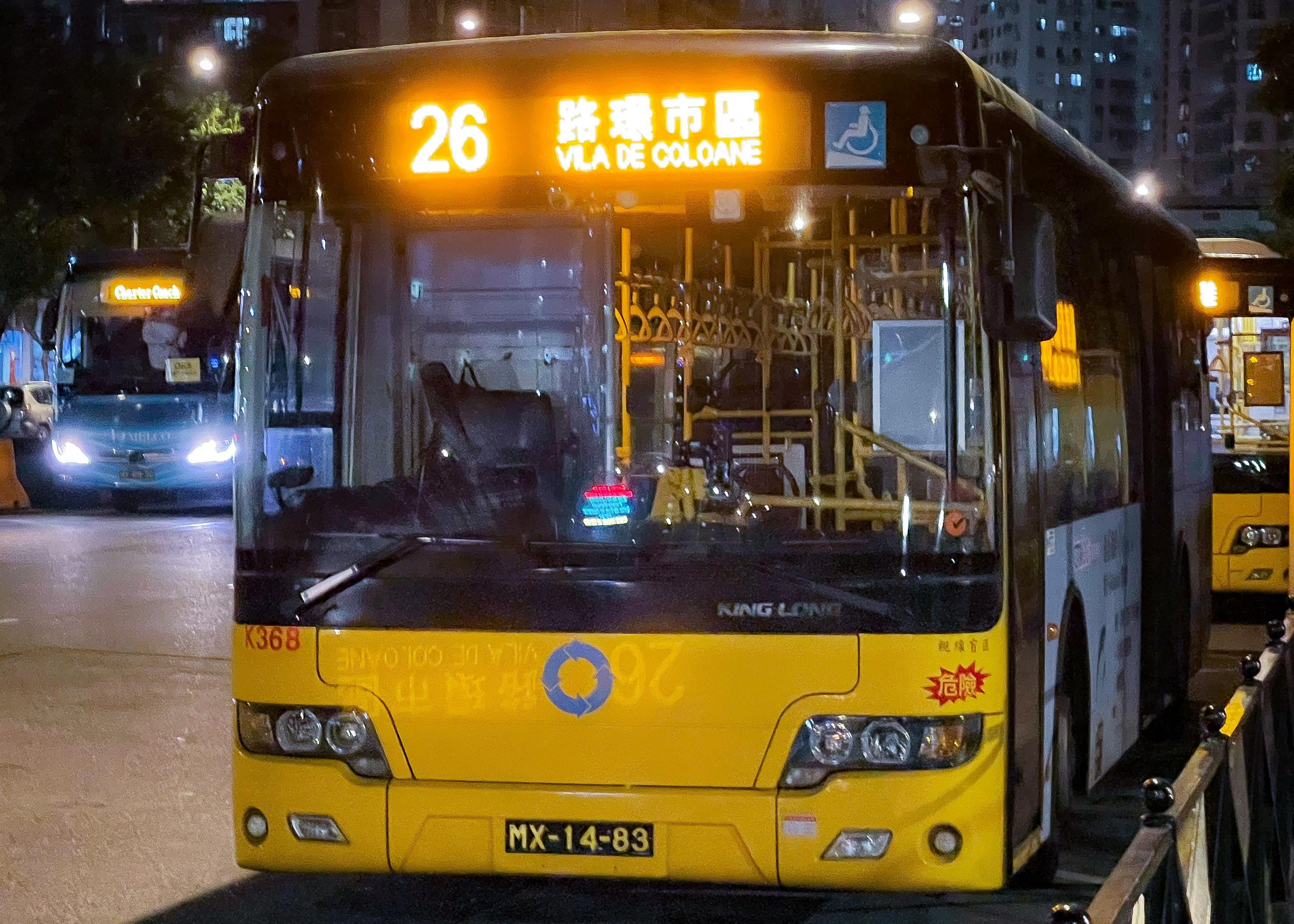
蘇州金龍KLQ6108GQE5
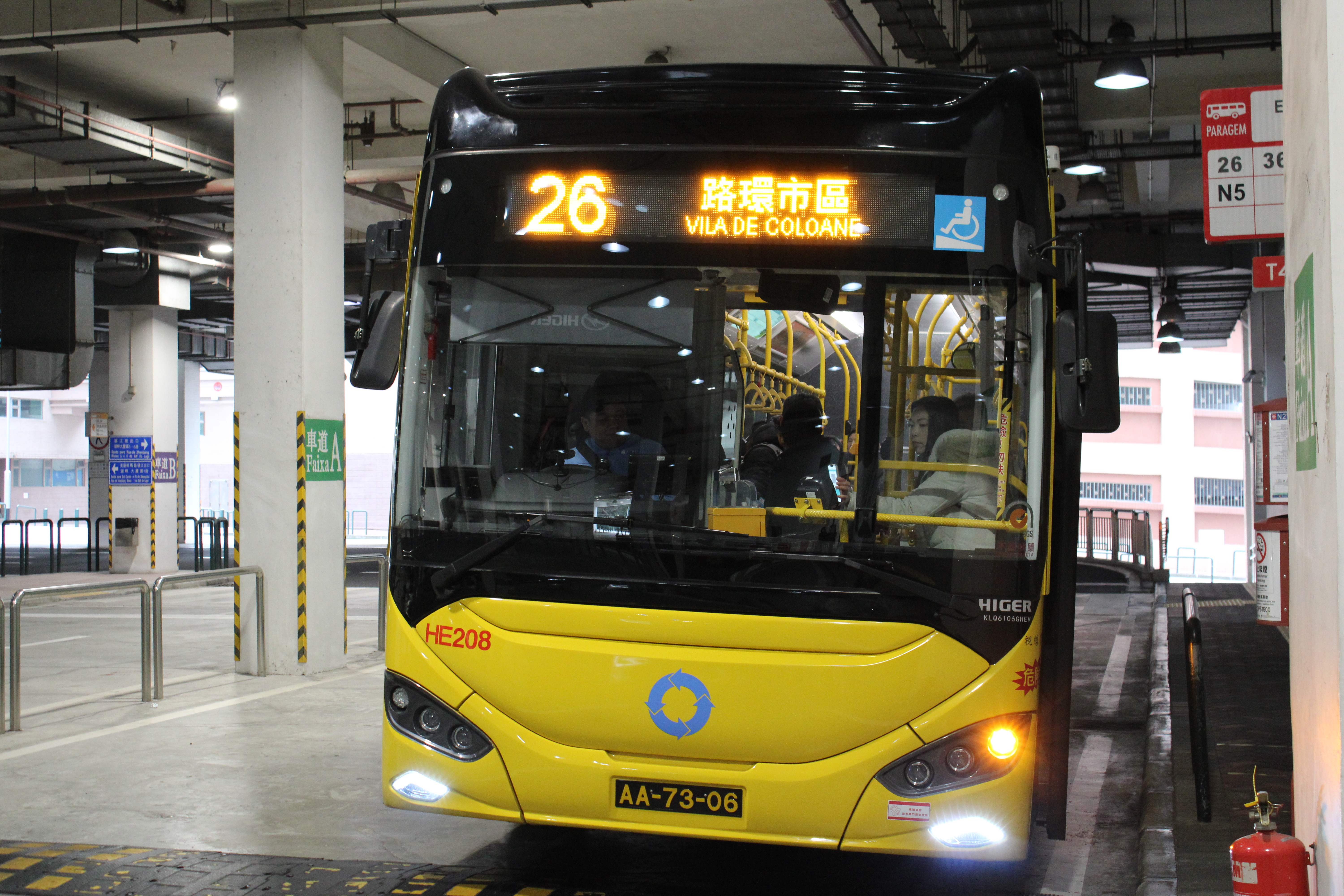
蘇州金龍KLQ6106GHEV
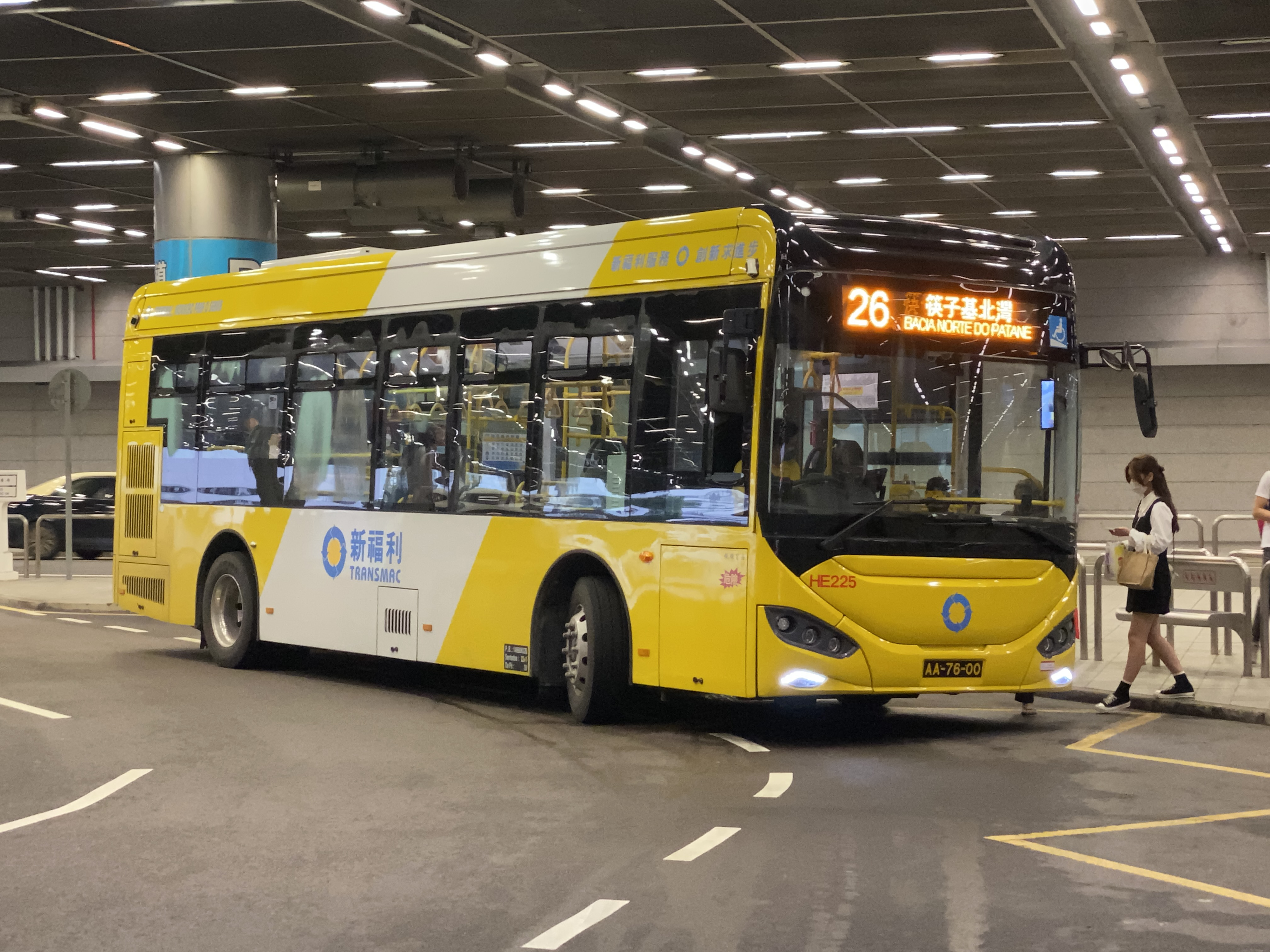
蘇州金龍KLQ6106GHEV
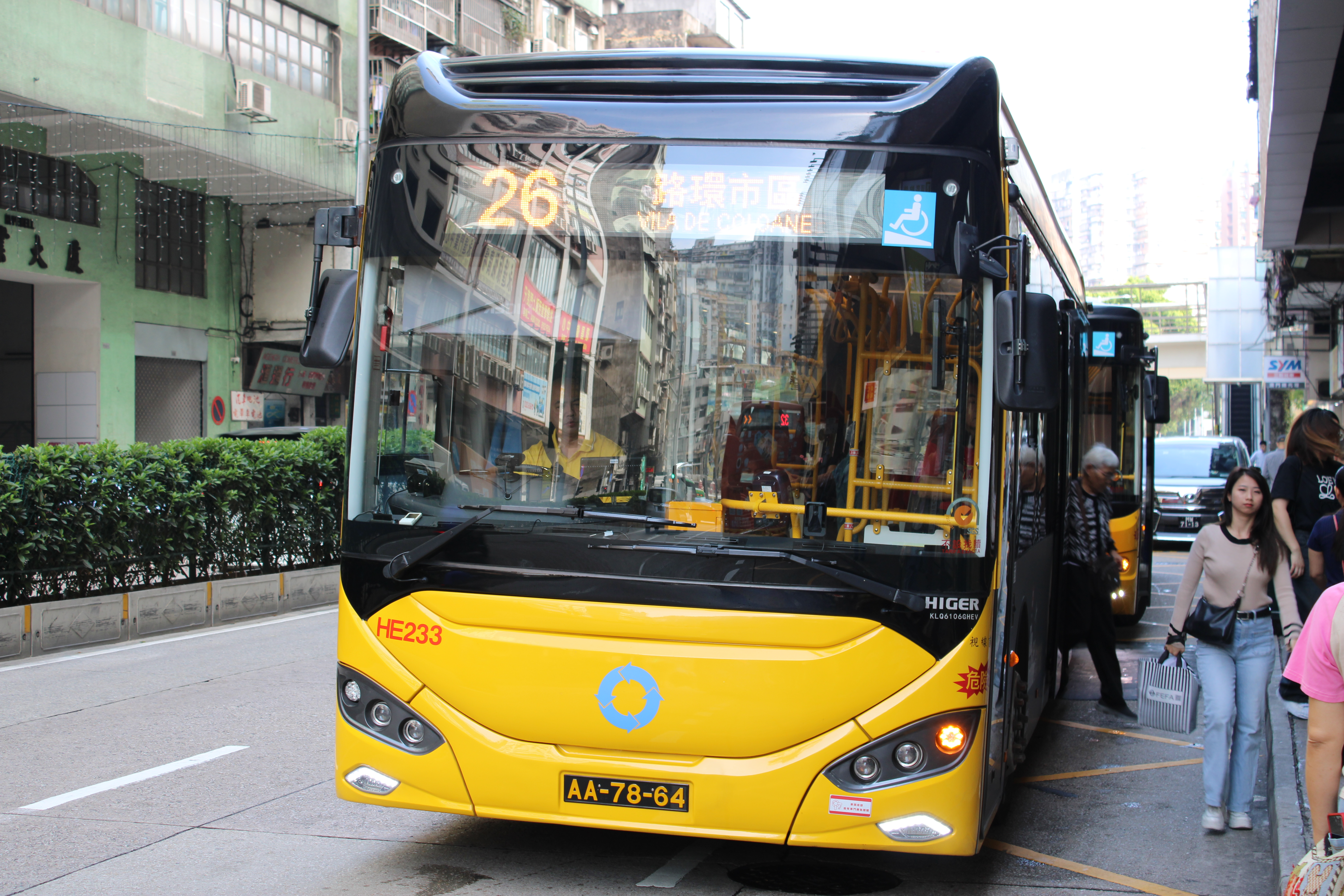
蘇州金龍KLQ6106GHEV
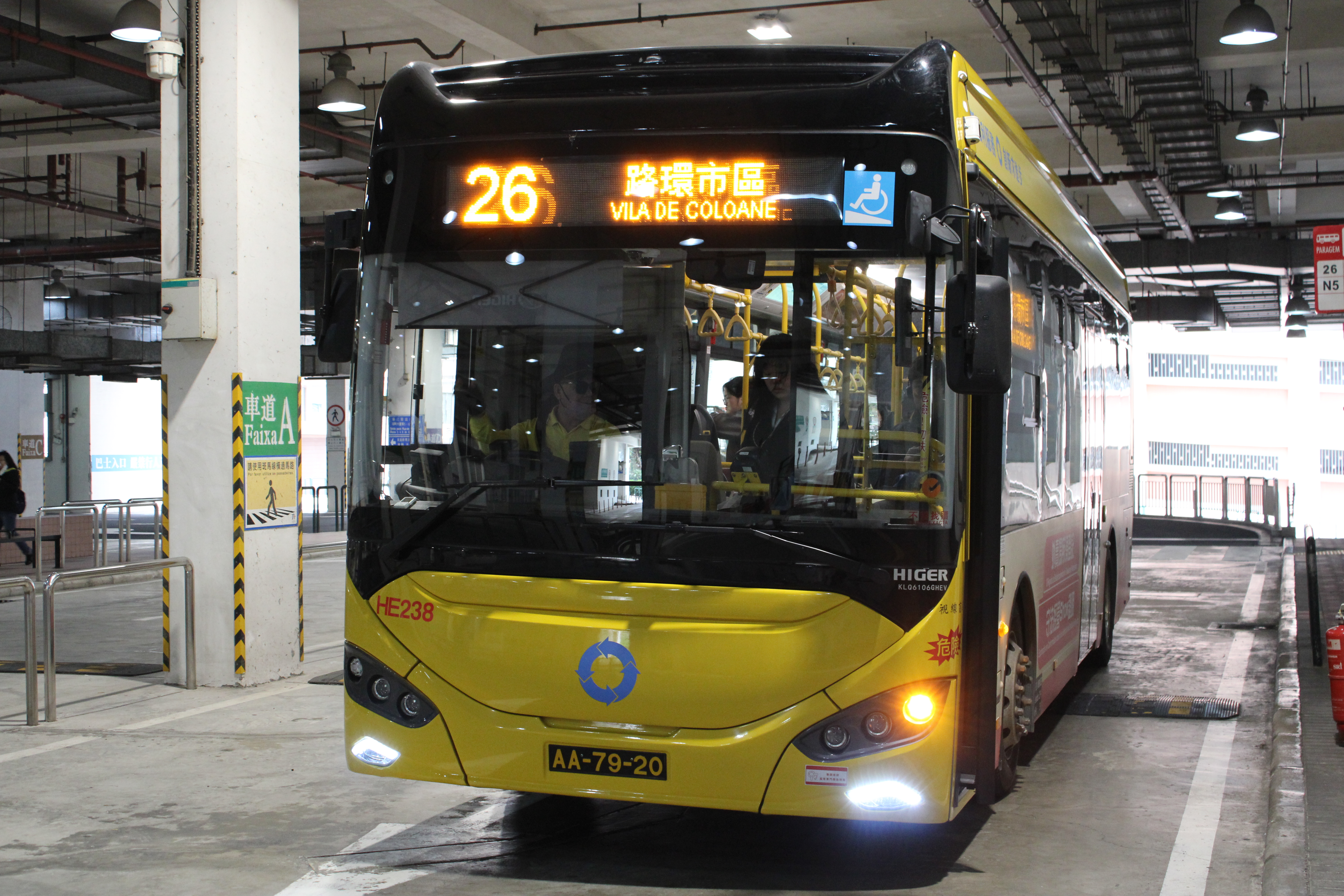
蘇州金龍KLQ6106GHEV
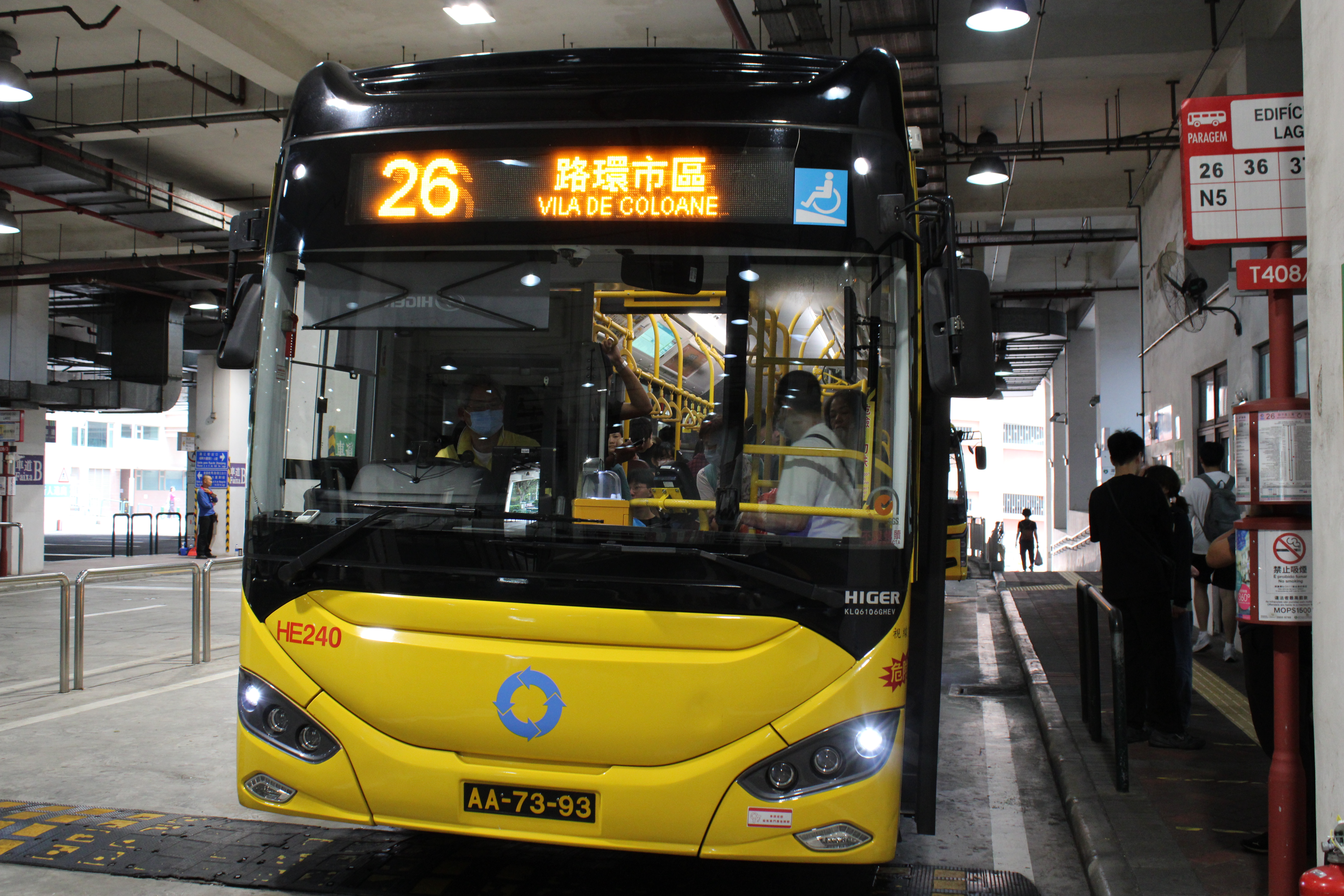
蘇州金龍KLQ6106GHEV
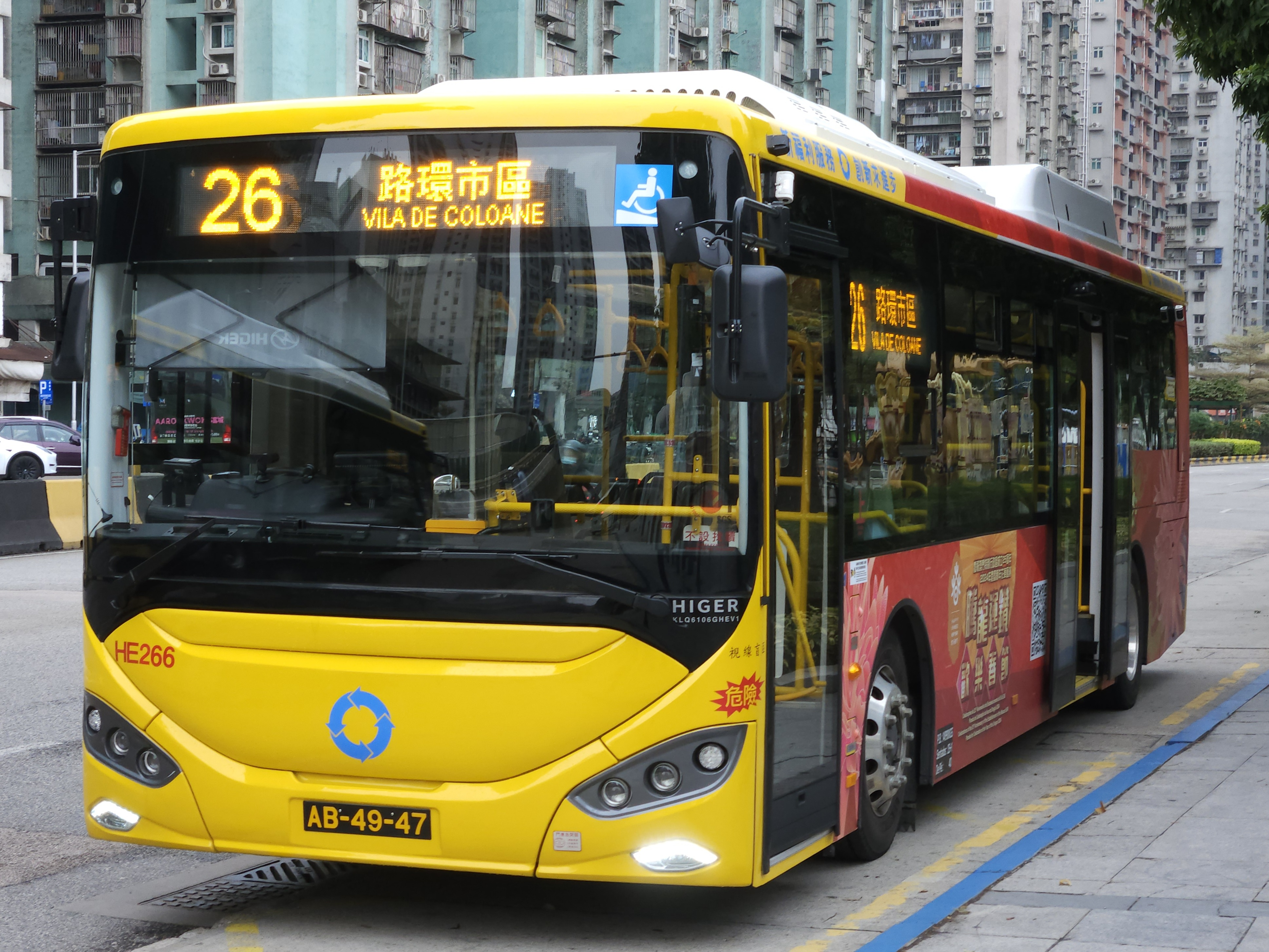
蘇州金龍KLQ6106GHEV1
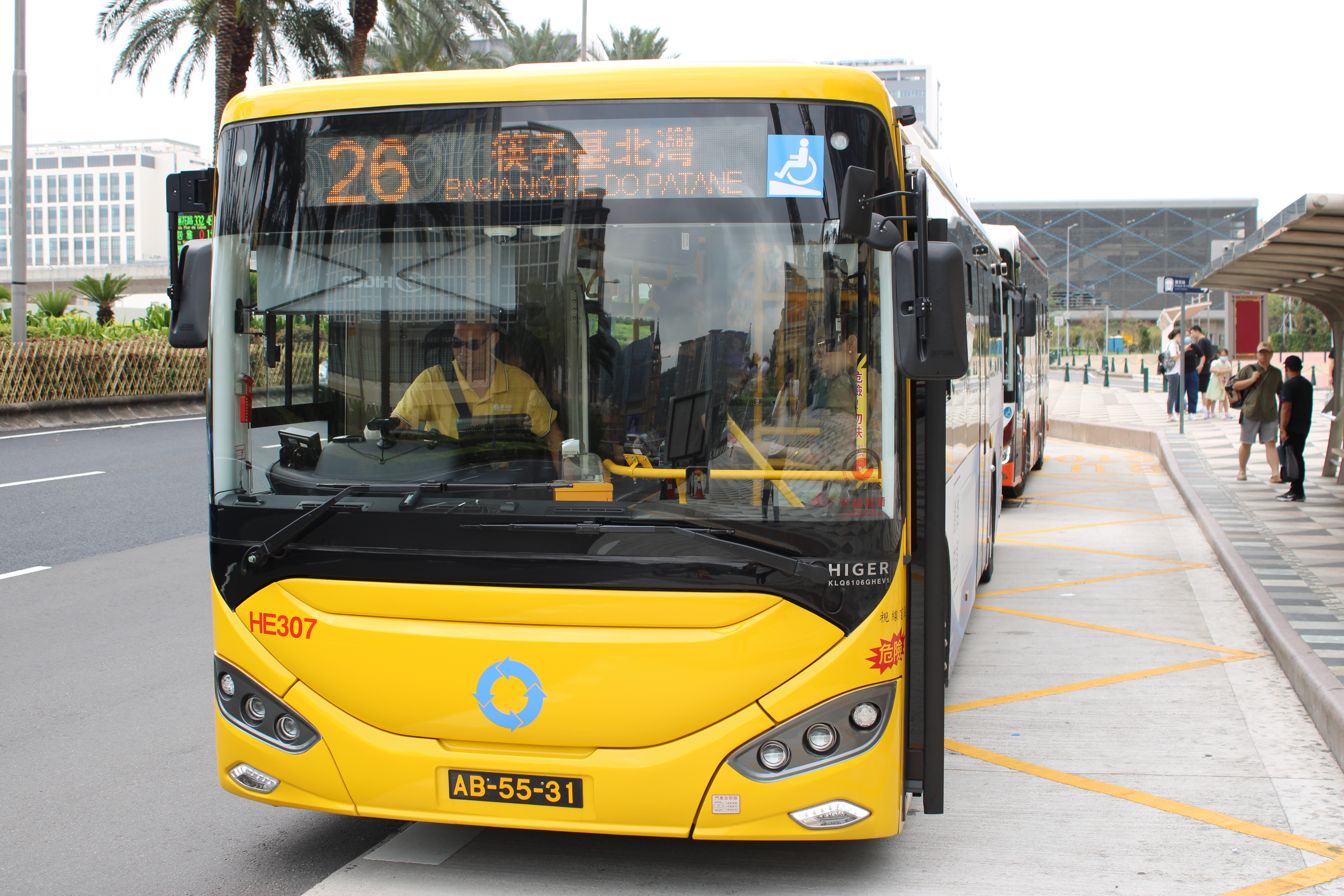
蘇州金龍KLQ6106GHEV1
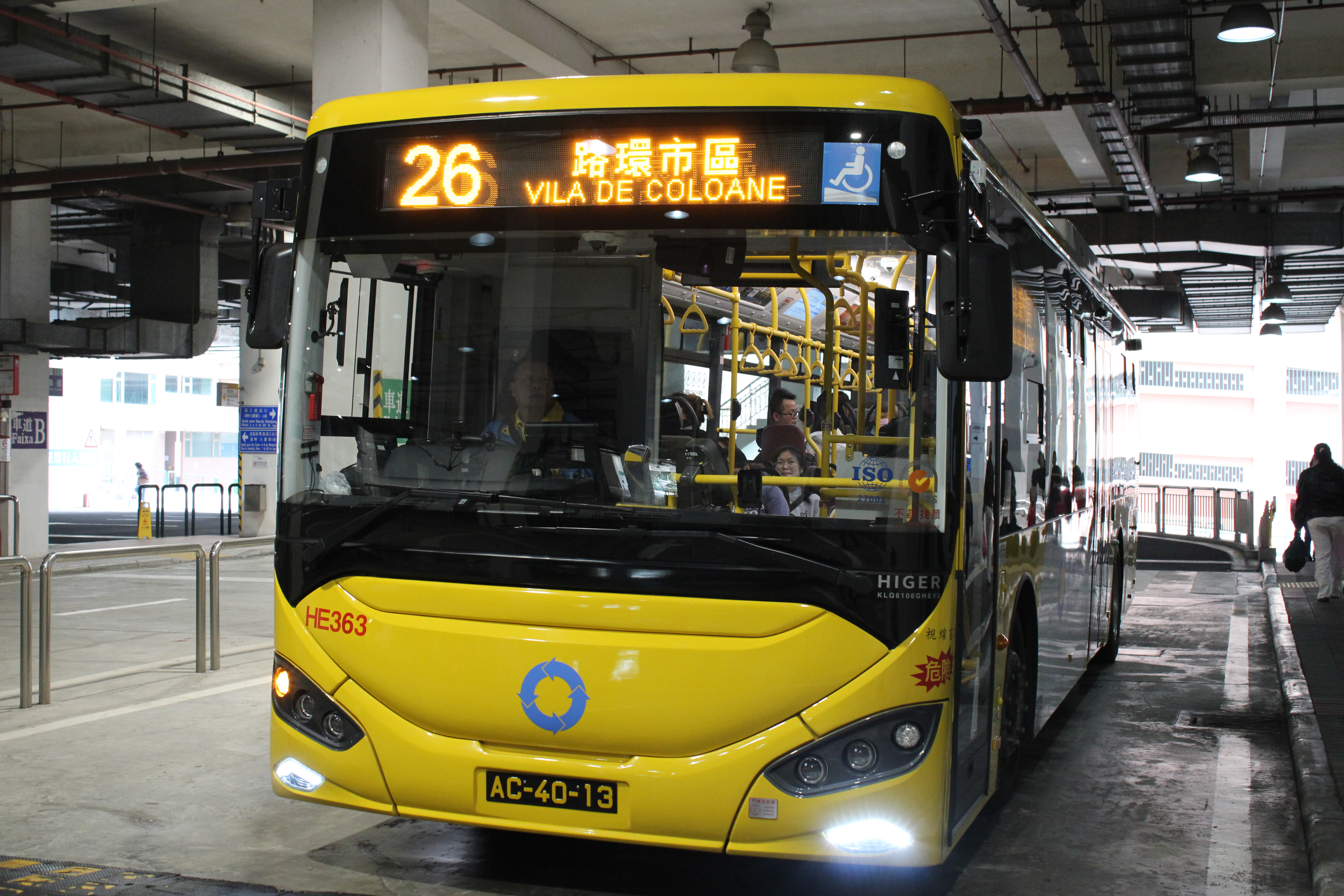
蘇州金龍KLQ6106GHEV2
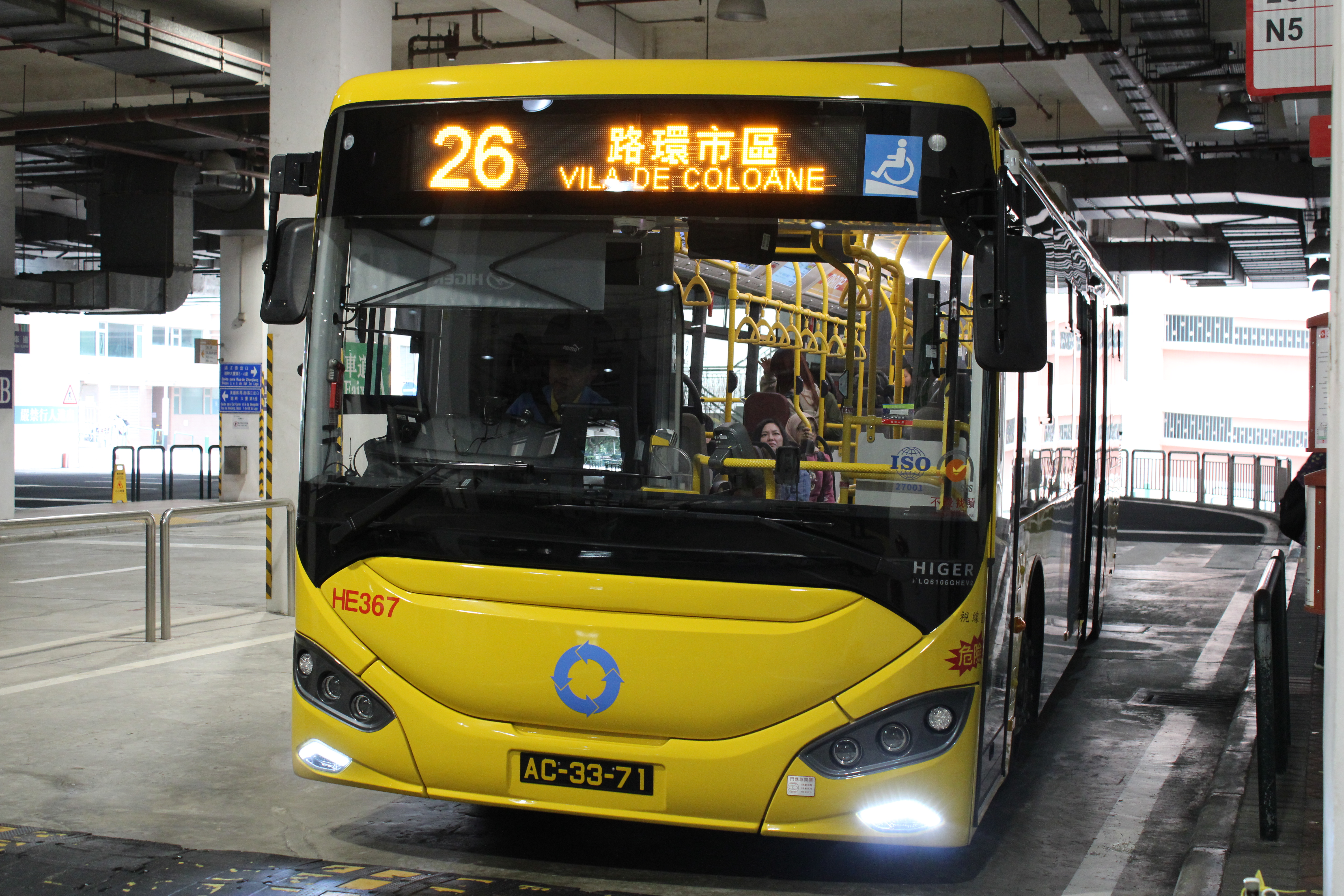
蘇州金龍KLQ6106GHEV2
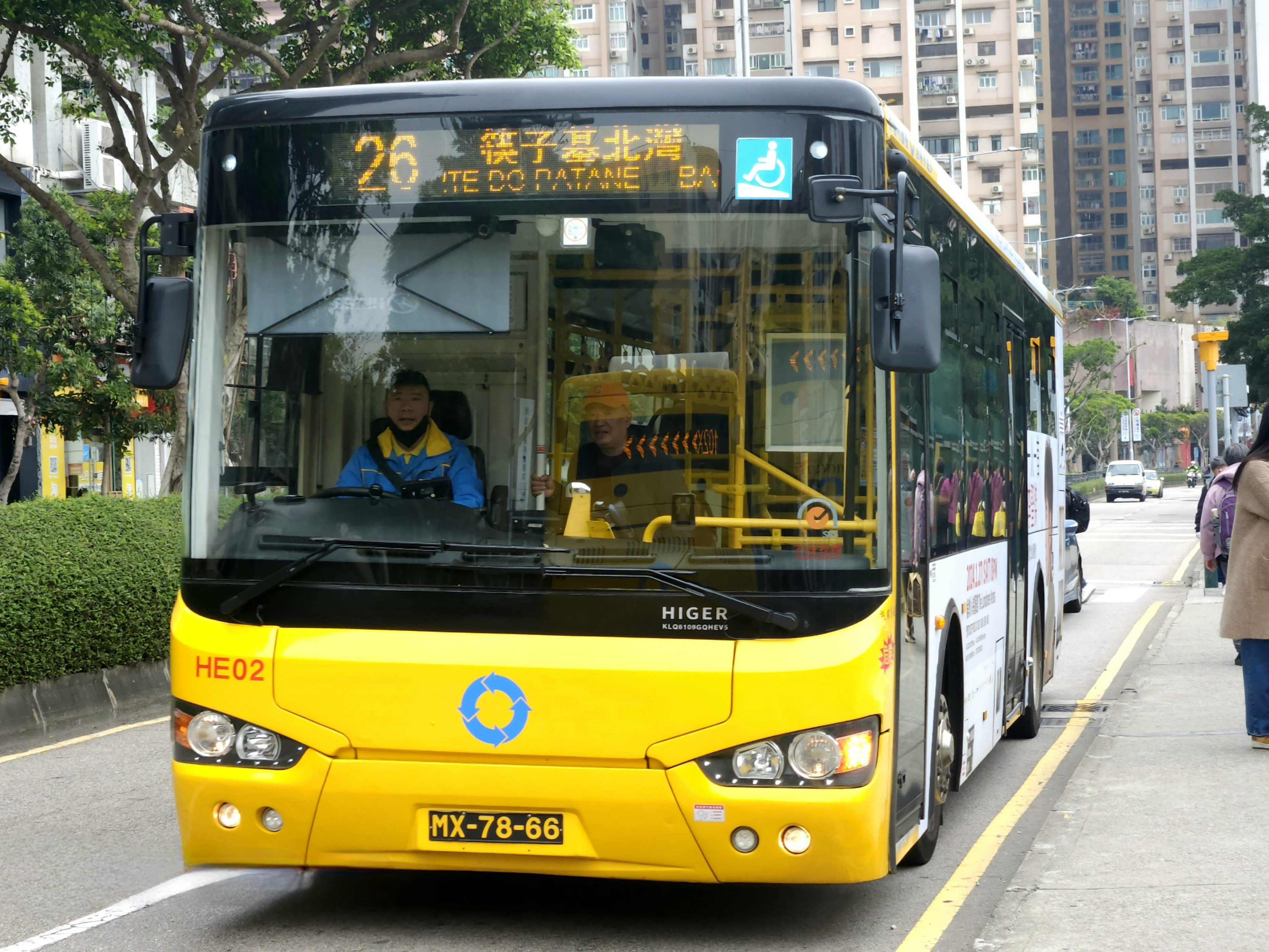
蘇州金龍KLQ6109GQHEV5
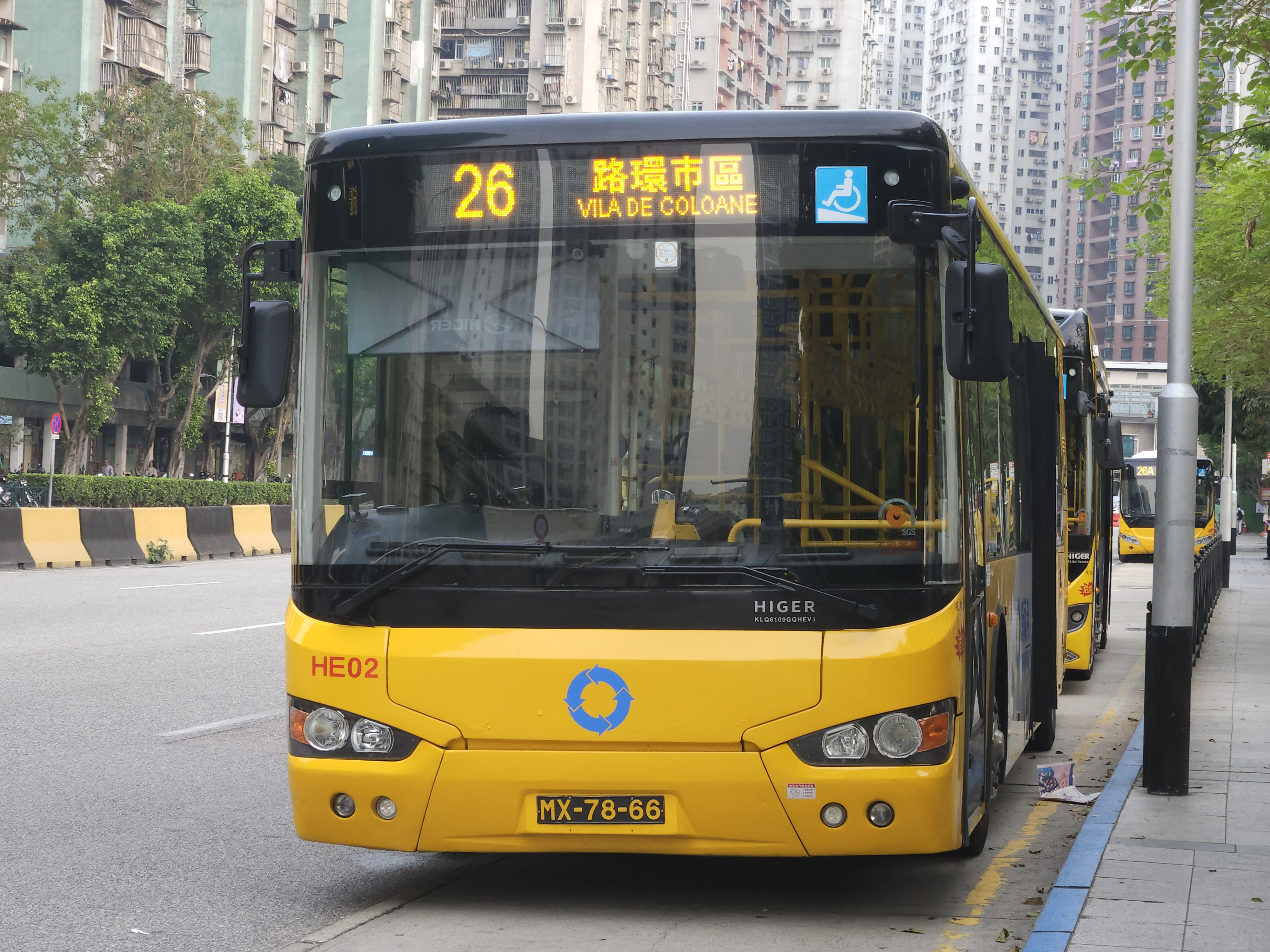
蘇州金龍KLQ6109GQHEV5
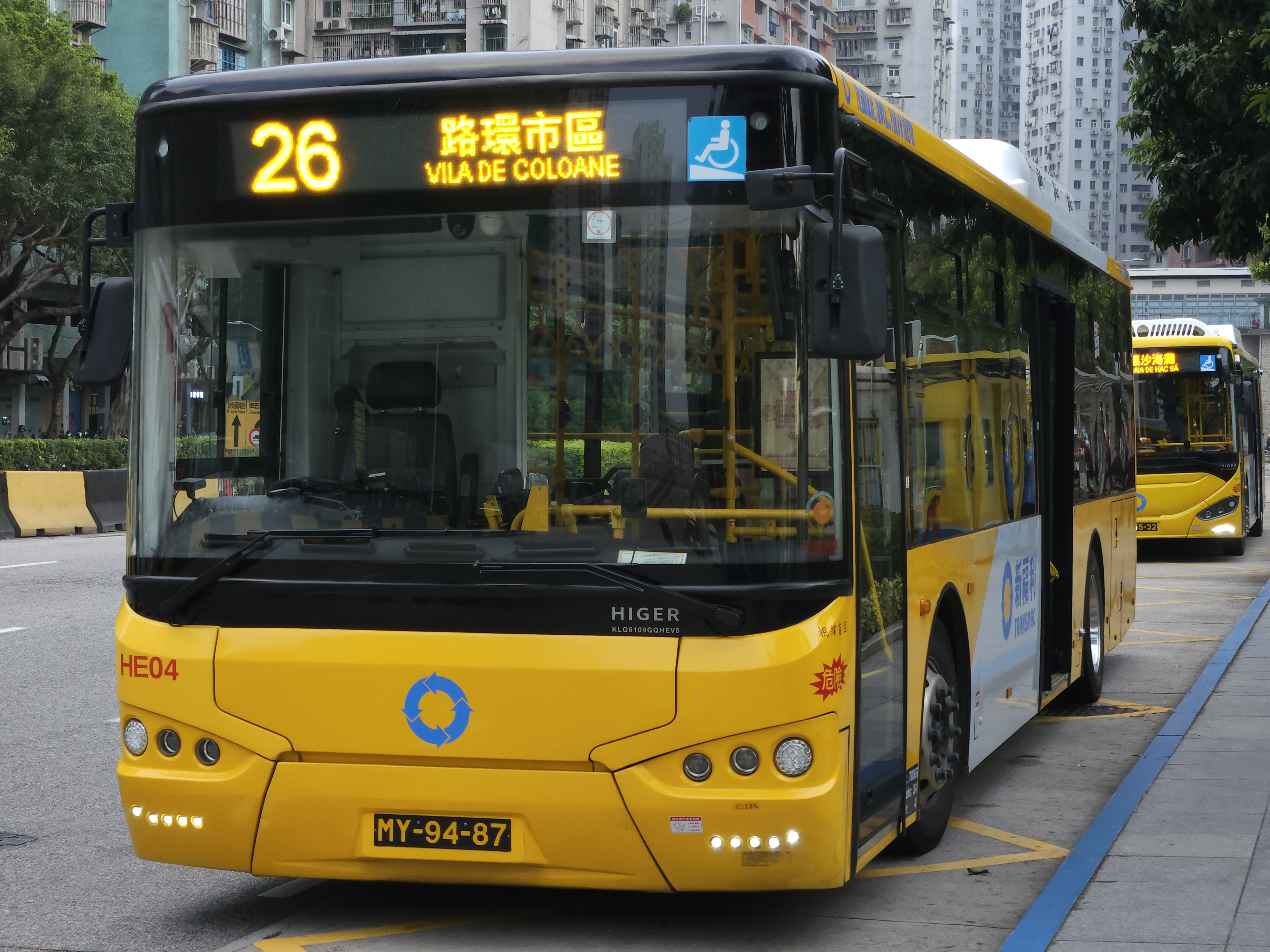
蘇州金龍KLQ6109GQHEV5
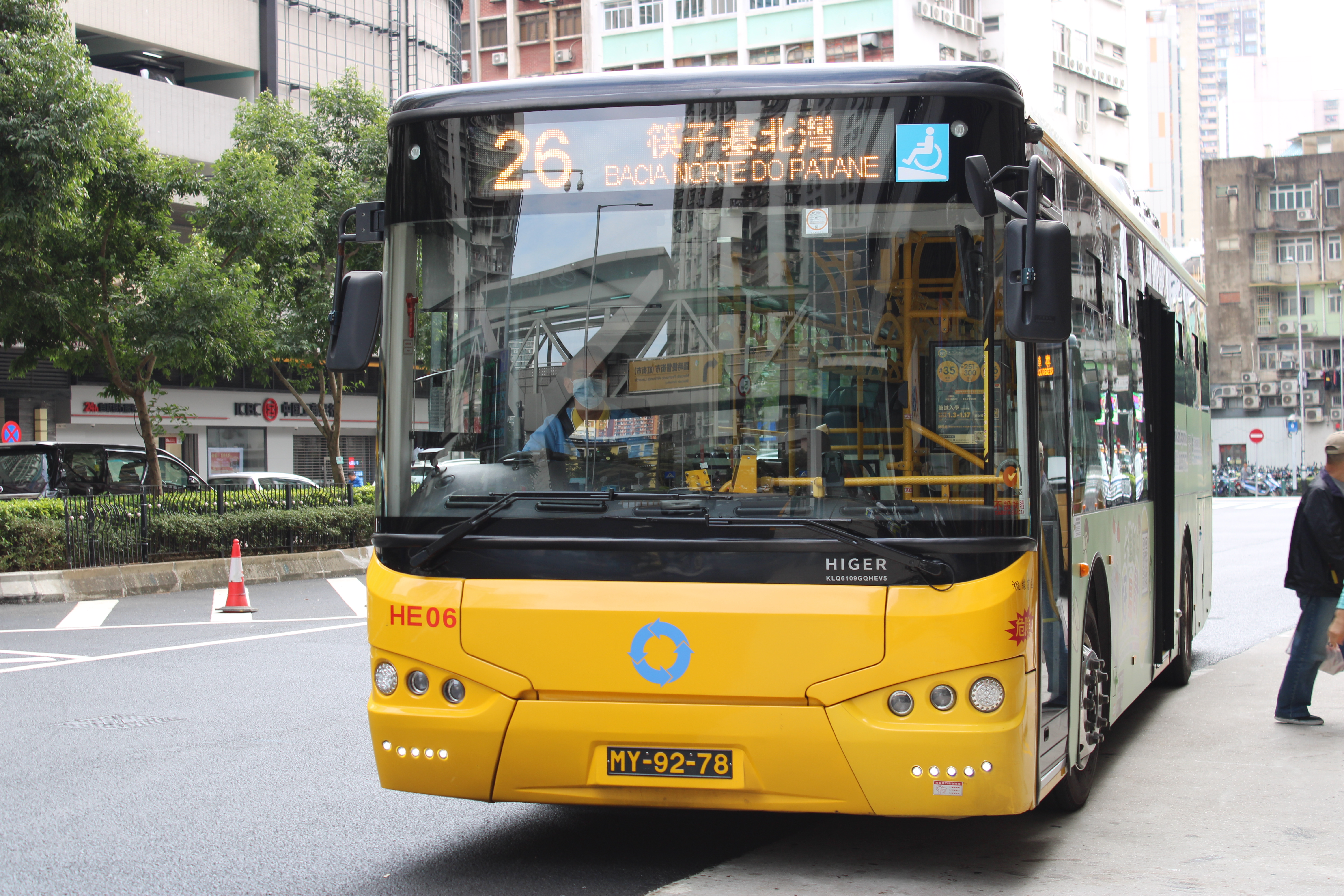
蘇州金龍KLQ6109GQHEV5
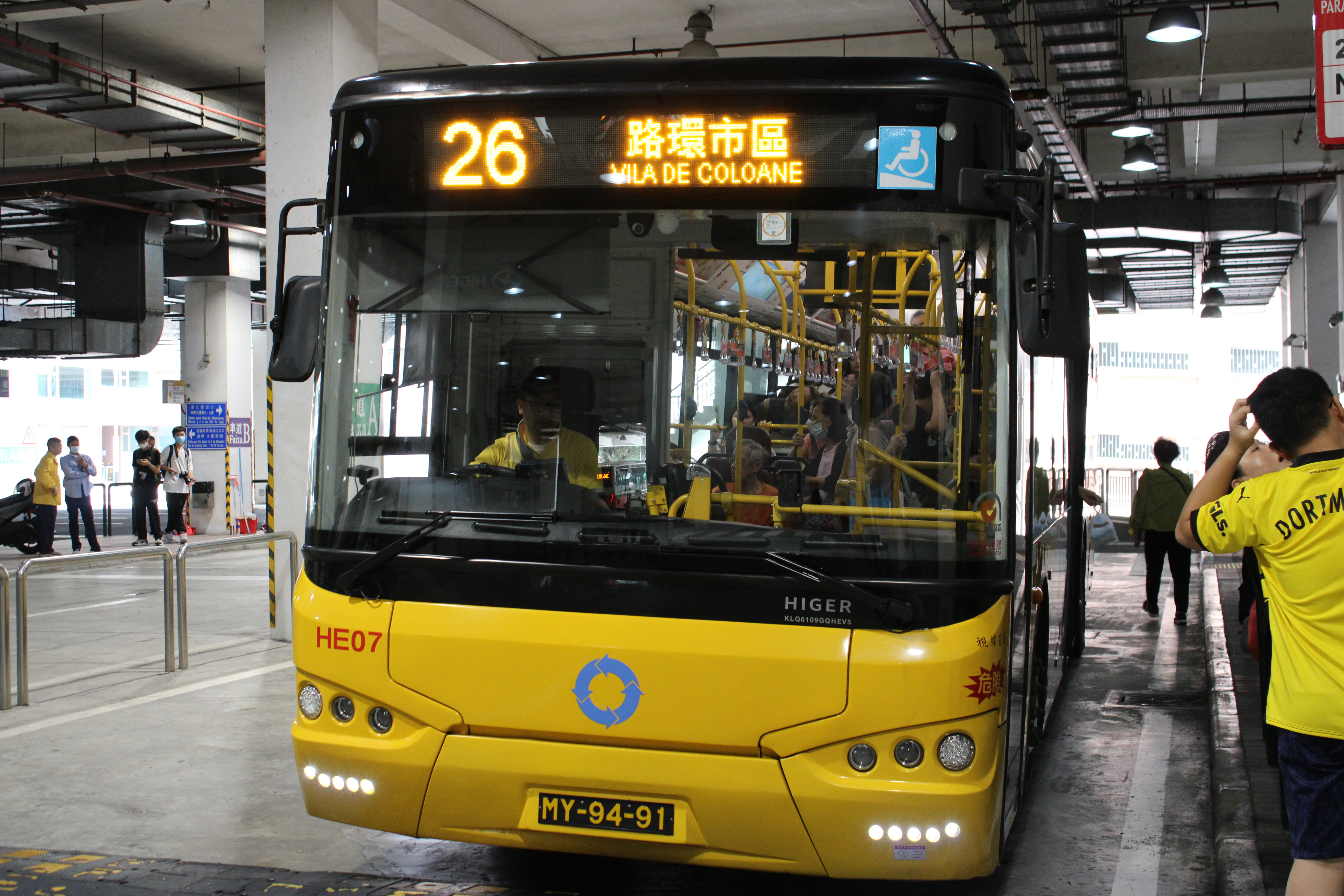
蘇州金龍KLQ6109GQHEV5
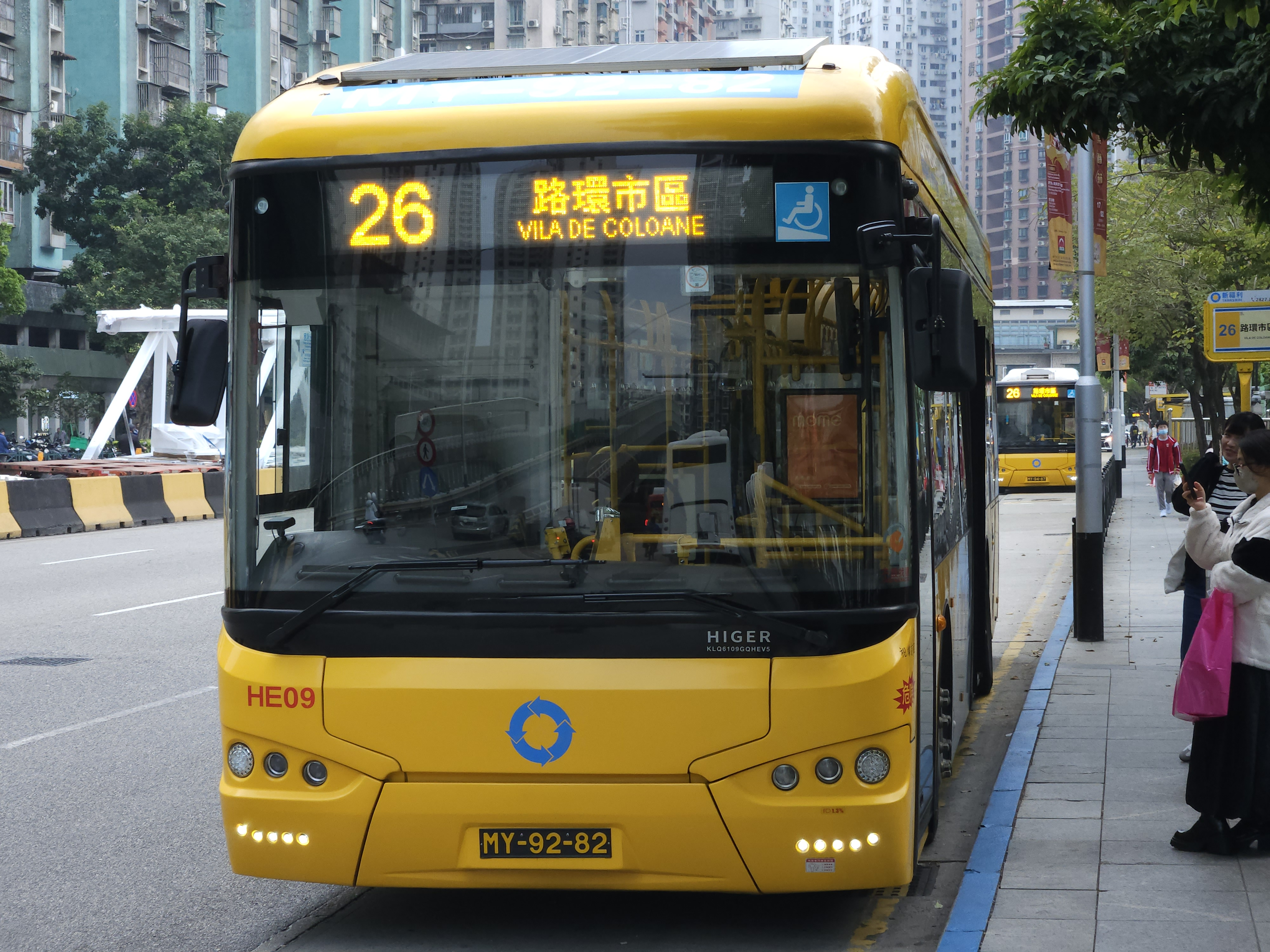
蘇州金龍KLQ6109GQHEV5
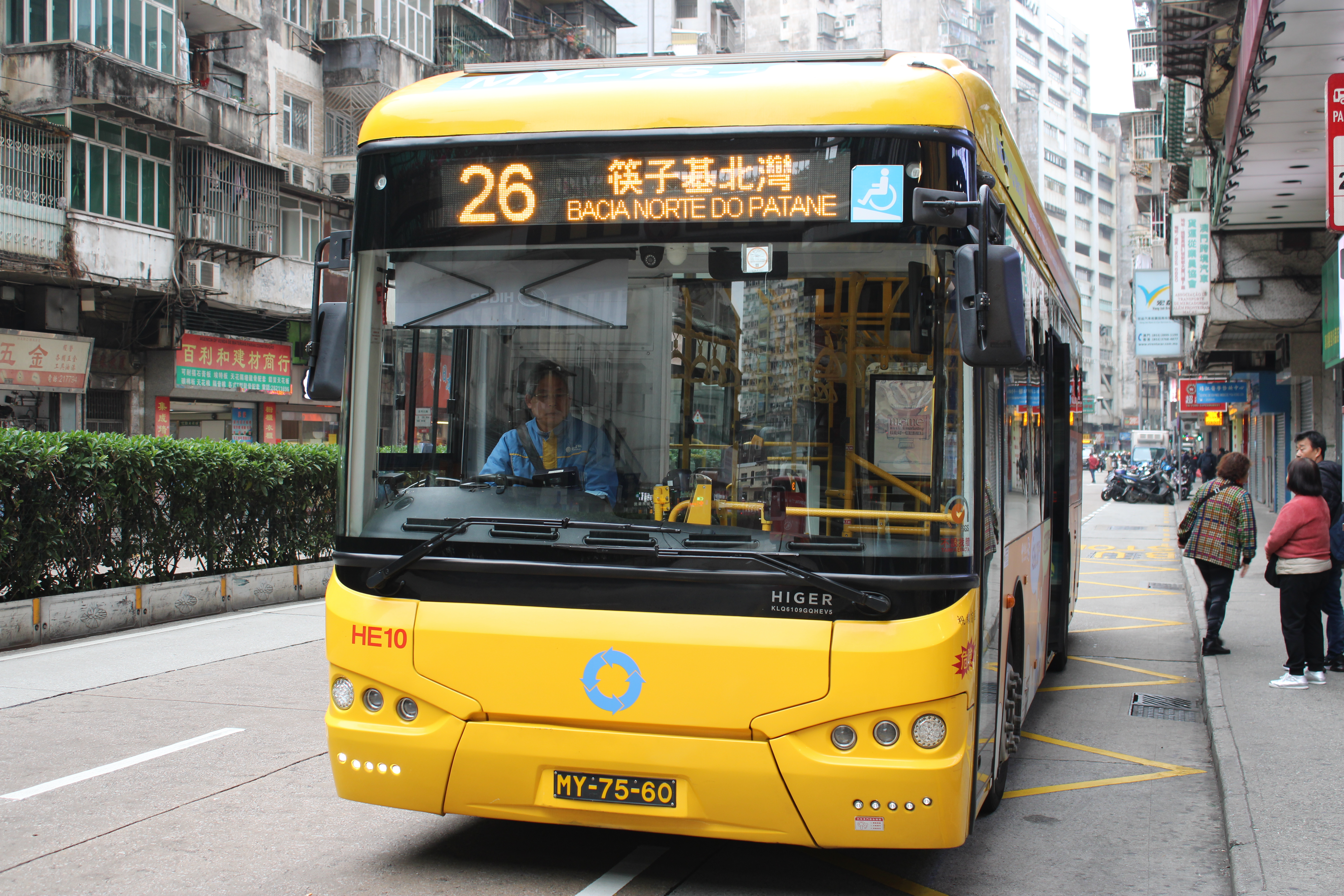
蘇州金龍KLQ6109GQHEV5

## 外部連結
- 澳門新福利公共汽車有限公司（官方網站） （页面存档备份，存于）